# 小西克幸
小西 克幸（こにし かつゆき、1973年4月21日 - ）は、日本の声優、舞台俳優。和歌山県和歌山市出身。賢プロダクション所属。関智一が座長を務めている劇団ヘロヘロQカムパニーの副座長を務めていたが、現在休団中。
代表作に『アサシン クリード』（アルタイル）、『テイルズ オブ シンフォニア』（ロイド・アーヴィング）、『軍鶏-Shamo-』（成島亮）、『金色のコルダ』（王崎信武）、『ジョジョの奇妙な冒険 黄金の風』（ディアボロ）、『鬼滅の刃』（宇髄天元）などがある。

## 経歴

### デビュー前
子供のころからボーイスカウトで活動し、同時に和歌山のサッカークラブで小学校の高学年から高校3年までサッカーに明け暮れる生活だったため、アニメをあまり観る機会なく育った。高校では学校の講堂にあるスクリーンでゲームができるといった理由で映画研究会にも所属。高校卒業後の進路を考えた時、小西が「普通の会社に行きたくない」と話したところ、映画研究会の友人から声優という職業があることを教えてもらう。それまで「作品の登場人物が話している」としか認識していなかったほど声優に無知だったが、友人の言葉をきっかけに養成所の資料を集めるようになる。実際に声優を見たのは、テレビ番組『アニメだいすき!』が初めてであり、アニメの放送以外にも、声優が出演してアニメを解説するコーナーで職業としての声優を認識したという。同じく声優志望だった姉に勝田声優学院について聞くと、「あそこはスパルタだからいいんじゃないか」とアドバイスをもらい、厳しいほうが自分には合っているだろうと入学を決める。両親は、当初は「大学に行ってほしい」と言っていたが、最終的に小西の夢を優先してくれて、父がPTAの会長をしていたこともあり、「子どもの夢を大切にしないとダメだ」と考えていたようだったという。
和歌山から上京し、勝田声優学院に11期生として入学。勝田在学中は「声優に向いてないからやめろ」と厳しく言われることもあれば、「お前は森川智之（5期生）みたいになれるよ」と称されることもあった。卒業後は野村道子、野沢那智、内海賢二が講師を務める養成所に1期生として入所。1年後、野村に誘われて賢プロダクションに所属する。

### 声優デビュー後
声優としての初めての仕事はゲーム。デビュー作のゲームについては、戦争ゲームのオッサン役であり、出演していた当時は23歳だった。周囲は野沢那智、内海賢二などの超ベテランばかりだったという。テレビアニメでのデビューは小西曰くよく覚えていないが、『逮捕しちゃうぞ』だったといい、当時は現場で他の人物のを見ながら一生懸命だったという。アニメはひと言ふた言の役を数回経験したのみで、デビューして1年経たずにテレビアニメ『勇者王ガオガイガー』のレギュラー出演が決まる。2001年には『魔法戦士リウイ』で主役デビュー。原作者の水野良の『ロードス島戦記』などが好きだったことから役が決まった時は喜んだ。
小西によれば演じた役の傾向は、デビューして3年目までは年配の役が多かったが、2000年のテレビアニメ『妖しのセレス』から等身大の役を演じる機会が増え、2002年のテレビアニメ『SAMURAI DEEPER KYO』で仕事の幅が広がったという。2015年には、第9回声優アワード助演男優賞を受賞する。

### 舞台
劇団ヘロヘロQカムパニーの副座長である。賢プロダクションに所属して間もなく入団した。座長の関智一は勝田声優学院の先輩で顔見知りであり、当初は友人が劇団の手伝いをしていたことから小西も手伝っていた。入団したきっかけは、劇団の会合が行われていた喫茶店に友人の付き添いで出向くと、入団希望者の面接をしていた関から「小西君も入るんだよね」と言われて「あ、はい」と流れで承諾した。

## 人物
2005年にはOVA『冥界編編聖闘士星矢 冥王ハーデス冥界編』以降、堀秀行からフェニックス一輝の役を受け継いだ。同様に2009年には、『ドラゴンボール改』でも堀からギニュー役を受け継いでいる。
2010年には『天装戦隊ゴセイジャー』のゴセイナイトの声で初めて「スーパー戦隊シリーズ」に出演。小西は本シリーズへの出演を切望していた。次作『海賊戦隊ゴーカイジャー』でナレーションを務めた関智一とは仲が良い。
ゲーム『北斗無双』では、主人公ケンシロウを演じている。ケンシロウには「あたたたた!!」という掛け声があるが、様々なメディアにおいてケンシロウを演じてきた声優の中で、この掛け声を一息で言えるのは多分小西が一番だろうと版権元に評価された。
『トリコ』では檀臣幸の死去に伴い、天狗のブランチ役を引き継いだ。
学生時代、得意だった科目は、保健体育、覚える系、苦手な科目は因数分解はいらないこともあり、理数科全般。
もし声優として活動していなかったらアクション関係か歌を歌っていたと語る。
特技は殺陣。趣味は寝る。
ゲーマーで、『モンスターハンター』を気に入っており、『ニュータイプ』のミニコラムや『電撃PlayStation』でも話題に挙がる。アプリゲームもかなりやり込むタイプで『モンスターストライク』『共闘ことばRPG コトダマン』『ウマ娘』などのツイートをよく投稿している。
座右の銘は「まっ、いっか」。

## 出演
太字はメインキャラクター。

### テレビアニメ
1996年
- 逮捕しちゃうぞ（1996年 - 1997年、サラリーマンA 他）

1997年
- 勇者王ガオガイガー（1997年 - 1998年、ボルフォッグ / ビッグボルフォッグ、ZX-09耳原種）
- MAZE☆爆熱時空（青騎士、神殿騎士、弟子、側近、騎士、男A、役人の声 他）
- ポケットモンスター（1997年 - 2002年、ライゾウ、ブーバー、ウインディ、カビゴン、ヘラクロス、カイリュー、ゲンガー、デルビル、デリバード、ジュゴン、サンダー 他）
- はれときどきぶた（カップルの男）
- エルフを狩るモノたちII（自警団員）

1998年
- セクシーコマンドー外伝 すごいよ!!マサルさん（松井）
- 星方武侠アウトロースター（マイキー、リングアナ、管制官、店の親父 他）
- 爆走兄弟レッツ&ゴー!! MAX（まさお、タメさん）
- 吸血姫美夕（記者）
- DTエイトロン（ガフ隊員）
- ジェネレイターガウル（警官2、警備員A、ニュースキャスター、研究員A、男子生徒、警官、警官B）
- カードキャプターさくら（1998年 - 1999年、スピネル・サン、寺田良幸〈さくらカード編〉 他）

1999年
- 星方天使エンジェルリンクス（イエガー）
- 地球防衛企業ダイ・ガード（伊集院博孝、横沢晋也）

2000年
- 装甲救助部隊レストル（観光客）
- 週刊ストーリーランド（2000年 - 2001年、部員A、男、警官C、客）
- 名探偵コナン（2000年 - 2024年、緒方稔、手塚洋一、中村刑事、穂島朗、水原良二、北田、森村警視、辻栄尊作、稲場玲佑 他）
- 星界の戦旗（艦長、ロセーシュ、パーヴェリュア、キドロイル先任翔士、通信参謀）
- 妖しのセレス（十夜）
- ゾイド -ZOIDS-（ハンター、司令官、レイヴンの父）
- HAND MAID メイ（大門大、おまわりさん、オヤジ）
- 人形草紙あやつり左近（大島）
- はじめの一歩（2000年 - 2003年、リングアナウンサー） - 2シリーズ
- ドッとKONIちゃん（セールスマン、実演販売員）

2001年
- 地球少女アルジュナ（所員B、シード隊員D、隊員D）
- タッチ CROSS ROAD〜風のゆくえ〜（ブライアン）
- 魔法戦士リウイ（リウイ）
- 電脳冒険記ウェブダイバー（ガリューン、ワイバリオン、フランベルク・H・ジャカール）
- 仰天人間バトシーラー（ハニワーニ / ハニノサウルス）
- オフサイド（高柳、アナウンサー）
- チャンス〜トライアングルセッション〜（八百吉、ディレクター）
- 鋼鉄天使くるみ2式（司会者、父親）
- シャーマンキング（第1作）（2001年 - 2002年、阿弥陀丸、Mr.リトル・レイク）
- Z.O.E Dolores, i（ショーン）
- ギャラクシーエンジェル（2001年 - 2004年、補佐官、電話の声C、滝隊長、レポーター、カバオ） - 4シリーズ
- ヒカルの碁（芦原弘幸）
- ガイスターズ FRACTIONS OF THE EARTH（ビクトル・デキウス）
- カスミン（護衛官）
- HELLSING（メイソン）
- ポケットモンスタークリスタル ライコウ雷の伝説（メガニウム）

2002年
- おじゃる丸（一六六・五）
- アクエリアンエイジ Sign for Evolution（広田伸吾）
- おジャ魔女どれみドッカ〜ン!（さちこの父の教え子）
- ロックマンエグゼ（2002年 - 2005年、火野ケンイチ、マジックマン、実況、ブライトマン） - 3シリーズ
- フルメタル・パニック!（白井悟）
- アベノ橋魔法☆商店街（田中幸平、メカ幸平）
- 東京ミュウミュウ（桃宮慎太郎 他）
- わがまま☆フェアリー ミルモでポン!（ドクタ）
- SAMURAI DEEPER KYO（鬼眼の狂 / 壬生京四郎）
- デジモンフロンティア（輝二の父、ピッドモン）
- 十二国記（醐孫の仲間、生田先生、鳳）
- ヒートガイジェイ（ミシェル・ルビンスタイン）
- アソボット戦記五九（ジュテーム）
- GetBackers-奪還屋-（阿久津俊介、雨流俊樹、ヤクザ 他）
- デュエル・マスターズ（2002年 - 2011年、ナイト、ナレーション、マンソン） - 3シリーズ
- ポケットモンスター サイドストーリー（2002年 - 2004年、ゴローニャ、ヘラクロス、デルビル、ニックの父、部下 他）
- ポケットモンスター アドバンスジェネレーション（2002年 - 2006年、コジロウのサボネア、ヘイガニ、エアームド、バンナイ、カイリュー、オニゴーリ、フリーザー、カビゴン、ヘラクロス、デオキシス、デリバード、ヤドラン、レジロック、バシャーモ 他）

2003年
- AVENGER（ガルシア）
- ヴァイスクロイツ グリーエン（ベルガー）
- 宇宙のステルヴィア（クラーク司令）
- エアマスター（小西良徳）
- クラッシュギアNitro（武藤、実況）
- 金色のガッシュベル!!（手下、警官）
- 出撃!マシンロボレスキュー（水島純一）
- スクラップド・プリンセス（フューレ）
- SPACE PIRATE CAPTAIN HERLOCK（オペレーター）
- 探偵学園Q（大林一樹）
- 釣りバカ日誌（宗優介）
- DEAR BOYS（土橋健二）
- テニスの王子様（梶本貴久）
- 鋼の錬金術師（受験者）
- PAPUWA（マーカー、フジイ）
- ボボボーボ・ボーボボ（2003年 - 2004年、タラシ、カネマール）
- 冒険遊記プラスターワールド（2003年 - 2004年、マイティV）

2004年
- R.O.D -THE TV-（米兵チーフ）
- アガサ・クリスティーの名探偵ポワロとマープル（ロビンソン氏）
- かいけつゾロリ（警官）
- ケロロ軍曹（走り屋）
- SDガンダムフォース（阿修羅丸 / 孔雀丸）
- ごくせん（篠原弁護士）
- コロッケ!（マフィンクス、シバヅケ、ワサビ 他）
- 魁!!クロマティ高校（社員A）
- サムライガン（代門洗十郎）
- サムライチャンプルー（大吉）
- ゾイドフューザーズ（ラスターニ）
- トランスフォーマー スーパーリンク（グランドコンボイ、オーバードライブ）
- 光と水のダフネ（ジロー）
- BLEACH（浅野啓吾、檜佐木修兵）
- モンキーターン（榎木祐介） - 2シリーズ

2005年
- IGPX（リカルド・モンタジオ）
- うえきの法則（鬼山紋次郎）
- 陰陽大戦記（大火のヤタロウ、飛鳥 父、玄武のガンゾウ）
- かりん（雨水健太）
- ガンパレード・オーケストラ（竜造寺紫苑）
- 今日からマ王!（2005年 - 2008年、渋谷勝利） - 2シリーズ
- 強殖装甲ガイバー（巻島顎人）
- 極上生徒会（栗須四門）
- 創聖のアクエリオン（智翅〈シルハ〉）
- トリニティ・ブラッド（ラドゥ・バルフォン）
- BLACK CAT（ザギーネ＝アクセローク）
- BLOOD+（ハジ）
- 舞-乙HiME（セルゲイ・ウォン）
- まじめにふまじめ かいけつゾロリ（ニャオン）
- MÄR-メルヘヴン-（アッシュ、ユーピター、ボス）
- 焼きたて!!ジャぱん（カルネ）
- 勇者王ガオガイガーFINAL GRAND GLORIOUS GATHERING（ボルフォッグ / ビッグボルフォッグ）
- LOVELESS（我妻草灯）

2006年
- 学園ヘヴン BOY'S LOVE HYPER!（丹羽哲也）
- ギャラクシーエンジェる〜ん（クーヘン監理官、偽クーヘン）
- 金色のコルダ（2006年 - 2009年、王崎信武） - 2シリーズ
- 灼眼のシャナ（2006年 - 2011年、“虹の翼”メリヒム〈シロ〉） - 2シリーズ
- 少年陰陽師（紅蓮）
- スクールランブル 二学期（キラー）
- D.Gray-man（コムイ・リー）
- ときめきメモリアル Only Love（神野領一）
- ポケットモンスター ダイヤモンド&パール（2006年 - 2011年、ユウゾウ、コジロウのサボネア、タケシのグレッグル、Jのボーマンダ、ケンゴのポッタイシ→エンペルト、スイクン、シロナのガブリアス、ナオシのコロトック、シンジのテッカニン、コウヘイのヤドキング、コウヘイのヘラクロス、グライガー→グライオン、スモモのゴーリキー、ハルカのバシャーモ、ハルカのカメール、マキシのヌオー、マキシのフローゼル、デリバード、リョウのスコルピ、ジュンのエンペルト、サトシのムクホーク、シンジのニドキング、ジンダイのレジロック、オーバのゴウカザル、デンジのレントラー、サトシのヘイガニ、サトシのカビゴン、サトシのヘラクロス、ジュンのエアームド 他） 1シーズン+特別編

2007年
- 大江戸ロケット（源蔵、源蔵鳩、膝、同心A、同心B 他）
- 風のスティグマ（アーウィン・レスザール）
- 機神大戦ギガンティック・フォーミュラ（ハサン・パパス）
- キスダム -ENGAGE planet-（真崎）
- 京四郎と永遠の空（綾小路京四郎）
- ゲゲゲの鬼太郎（第5作）（2007年 - 2008年、小豆洗い、朱の盤、傘化け〈第49話まで〉、五官王、編集長、ドラキュラ三世、川男、居酒屋の息子、五道転輪王）
- 神曲奏界ポリフォニカ（2007年 - 2009年、サイキ・レンバルト） - 2シリーズ
- 素敵探偵ラビリンス（猪神隆介）
- Devil May Cry（サイモン）
- 天元突破グレンラガン（カミナ、マッケン）
- ドラえもん（テレビ朝日版第2期）（ケネス）
- ハヤテのごとく!（2007年 - 2009年、野々原楓、先輩、犯人A、咲夜の父） - 2シリーズ
- バンブーブレード（石田虎侍、レッドブレイバー）
- パンプキン・シザーズ（ラーン）
- ぽてまよ（春日乃松一）
- もやしもん（2007年 - 2012年、美里薫） - 2シリーズ
- ONE PIECE（2007年 - 2017年、サルコー、シープスヘッド）

2008年
- 機動戦士ガンダム00（ヨハン・トリニティ、監視者）
- レンタルマギカ（隻蓮）
- 銀魂（2008年 - 2009年、末吉、天堂蒼達）
- スキップ・ビート!（2008年 - 2009年、敦賀蓮）
- セキレイ（2008年 - 2010年、瀬尾香） - 2シリーズ
- TYTANIA -タイタニア-（ファン・ヒューリック）
- マクロスF（オズマ・リー）
- 無限の住人（閑馬永空）
- モノクローム・ファクター（洸）

2009年
- 明日のよいち!（鷺ノ宮右京）
- 空中ブランコ（荒井）
- 黒神 The Animation（獅子神黎真）
- GA 芸術科アートデザインクラス（魚住）
- スレイヤーズEVOLUTION-R（タフォーラシア国民A）
- 蒼天航路（万億）
- たまごっち!（2009年 - 2014年、ナレーター、GOTCHIMAN、だいくっち、めめぱぱっち、どろっち、セバスチャンっち、ぼけっち、太陽っち、ぱぱぱっち、ぱっち族の長老、がまのすけ、こわもてっち、ドン・パラっち、たまサンド族長老、バーテンダー、はなはな村の村長、でんしょハートっち、みっちー先生、オークションおじっち、キリンっち、ハリセン〈とりぽんず〉、おやじっち） - 4シリーズ
- テガミバチ（2009年 - 2011年、ラルゴ・ロイド） - 2シリーズ
- ドラゴンボール改（ギニュー、蛙ギニュー）
- ねぎぼうずのあさたろう（山椒の実のはんすけ）
- バスカッシュ!（青年スラッシュ）
- FAIRY TAIL（2009年 - 2025年、ラクサス・ドレアー、ユーリ・ドレアー） - 4シリーズ

2010年
- おおかみかくし（鷲羽美幸）
- 戦う司書 The Book of Bantorra（ユキゾナ＝ハムロー）
- 探偵オペラ ミルキィホームズ（ペロ・グーリ）
- デュラララ!!（2010年 - 2016年、田中トム、黄巾賊J） - 4シリーズ
- とある科学の超電磁砲（黒妻綿流）
- 咎狗の血（キリヲ）
- はなまる幼稚園（組長、柊の父）

2011年
- X-MEN（加賀功一）
- カードファイト!! ヴァンガード シリーズ（2011年 - 2020年、岸田オサム、岸田3兄弟） - 6シリーズ
- セイクリッドセブン（研美悠士）
- 世界一初恋（高野政宗） - 2シリーズ
- トリコ（2011年 - 2013年、ウーメン梅田、天狗のブランチ〈2代目〉）
- ぬらりひょんの孫 千年魔京（花開院竜二）
- 猫神やおよろず（社員 / 元社員、B婆）
- HIGH SCORE（松本政宗）
- べるぜバブ（男鹿辰巳）
- 真剣で私に恋しなさい!!（風間翔一）
- 47都道府犬（和歌山犬）
- ラストエグザイル-銀翼のファム-（カイヴァーン）

2012年
- アマガミSS+ plus（イナゴマスク）
- イナズマイレブンGO シリーズ（2012年 - 2014年、ザナーク、市川座名九郎） - 2シリーズ
- 頭文字D Fifth Stage（2012年 - 2013年、皆川英雄）
- しろくまカフェ（常勤パンダさん、アデリーペンギン）
- 聖闘士星矢Ω（蒼摩）
- 男子高校生の日常（中央高校副会長）
- 夏目友人帳 肆（夏目の父）
- 氷菓（海藤武雄）
- ファイ・ブレイン 神のパズル 第2シリーズ（ホイスト）
- ポケットモンスター ベストウイッシュ シーズン2（2012年 - 2013年、シロナのガブリアス、プテラ、カツラのブーバー、タケシのグレッグル）
- めだかボックス（門司三年生）
- ヨルムンガンド（アール、観光客） - 2シリーズ

2013年
- アイカツ!（MC）
- アラタカンガタリ〜革神語〜（オヒカ）
- イクシオン サーガ DT（副官コニターン）
- ガイストクラッシャー（ロック・ボルカン）
- 革命機ヴァルヴレイヴ（デリウス・バーテンベルク）
- カーニヴァル（時辰）
- キルラキル（2013年 - 2014年、黄長瀬紬、ガッツ）
- 銀の匙 Silver Spoon（八軒慎吾）
- 翠星のガルガンティア（ピニオン）
- 探検ドリランド -1000年の真宝-（多節棍ファビオ）
- ダンガンロンパ 希望の学園と絶望の高校生 The Animation（大和田大亜）
- DIABOLIK LOVERS（2013年 - 2015年、逆巻レイジ） - 2シリーズ
- 僕は友達が少ないNEXT（羽瀬川隼人）
- ムシブギョー（蟲狩リーダー）
- 問題児たちが異世界から来るそうですよ?（マンドラ）
- 勇者になれなかった俺はしぶしぶ就職を決意しました。（アマダ店長）

2014年
- アカメが斬る!（ブラート）
- ウィザード・バリスターズ 弁魔士セシル（柄工双静夢）
- ガンダムさん（シャアさん、彗星ヒヨコ）
- 金色のコルダ Blue♪Sky（如月律）
- SHIROBAKO（明日川源）
- ストレンジ・プラス（米良） - 2シリーズ
- ディーふらぐ!（風間堅次）
- 東京喰種トーキョーグール（2014年 - 2018年、亜門鋼太朗） - 3シリーズ
- 七つの大罪（2014年 - 2021年、ドレファス、フラウドリン） - 5シリーズ
- 鬼灯の冷徹（2014年 - 2018年、ベルゼブブ） - 2シリーズ
- マジンボーン（ダークグリフォン）

2015年
- 赤髪の白雪姫（サカキ）
- アルスラーン戦記（シャプール、イスファーン）
- うーさーのその日暮らし 夢幻編（キャスター、リポーター）
- うしおととら（九印）
- Classroom☆Crisis（村上サダユキ）
- コンクリート・レボルティオ〜超人幻想〜（半田馨）
- 戦国無双（井伊直政）
- ドラゴンボール超（ギニュー、カエル）
- 美男高校地球防衛部LOVE!（2015年 - 2016年、橋田割男、過足多賀瑠） - 2シリーズ
- 監獄学園（ガクト〈諸葛岳人〉）
- 北斗の拳 イチゴ味（ケンシロウ）
- 乱歩奇譚 Game of Laplace（カガミ）
- ローリング☆ガールズ（酒呑童子）
- ワンパンマン（2015年 - 2019年、タンクトップマスター） - 2シリーズ

2016年
- アクティヴレイド -機動強襲室第八係- 2nd（アティン）
- 宇宙パトロールルル子（ガッツ星人）
- おじさんとマシュマロ（社長）
- 鬼斬（ナレーション）
- 境界のRINNE（霊不兎）
- 金田一少年の事件簿R（第2期）（黒木守）
- クロムクロ（グラハム）
- GATE 自衛隊 彼の地にて、斯く戦えり（ゾルザル・エル・カエサル）
- ジョーカー・ゲーム（レイモンド・グレーン）
- 双星の陰陽師（雲林院憲剛）
- 装神少女まとい（エージェント・ロイ）
- チア男子!!（長谷川弦）
- DAYS（中澤勝利）
- ハイキュー!! シリーズ（2016年 - 2020年、黒川広樹） - 3シリーズ
- ファンタシースターオンライン2 ジ アニメーション（ラスト侍）
- Fate/kaleid liner プリズマ☆イリヤ ドライ!!（ダリウス・エインズワース）
- ヘヴィーオブジェクト（プライズウェル＝シティ＝スリッカー）
- マギ シンドバッドの冒険（バドル）
- Rewrite（鳳咲夜）

2017年
- 青の祓魔師 シリーズ（2017年 - 2025年、志摩柔造） - 4シリーズ
- ちるらん にぶんの壱（芹沢鴨）
- “栄光なき天才たち”からの物語（橋爪四郎）
- サクラクエスト（高見沢）
- まけるな!!あくのぐんだん!（暇人）
- Re:CREATORS（松原崇）
- 王室教師ハイネ（オーナー）
- 妖怪アパートの幽雅な日常（伯父さん）
- DIVE!!（富士谷敬介）
- 魔法陣グルグル（アドバーグ・エルドル / キタキタ親父）
- 将国のアルタイル（スレイマン）
- プリプリちぃちゃん!!（フッくん）
- 最遊記RELOAD BLAST（波サン）
- イケメン戦国◆時をかけるが恋は始まらない（毛利元就）
- 異世界食堂（クリスティアン）
- 戦刻ナイトブラッド（武田信玄）
- ブラッククローバー（2017年 - 2021年、フエゴレオン・ヴァーミリオン）

2018年
- ダーリン・イン・ザ・フランキス（ハチ、七賢人）
- キリングバイツ（椎名竜次 / クロコダイル）
- アイドリッシュセブン（2018年 - 2023年、八乙女宗助） - 4シリーズ
- 魔法使いの嫁（2018年 - 2023年、トーリー・イニス） - 3シリーズ
- ポプテピピック（ベーコンムシャムシャくん〈第8話Bパート〉、竹生会幹部、謎の声、ザビエル、ナレーションB）
- かくりよの宿飯（2018年 - 2025年、大旦那） - 2シリーズ
- キャプテン翼（第4作）（2018年 - 2024年、ロベルト本郷） - 2シリーズ
- 食戟のソーマ シリーズ（2018年 - 2020年、斎藤綜明） - 3シリーズ
- 奴隷区 The Animation（中央アタル）
- おしりたんてい（2018年 - 2023年、みみとがり、カニスケ、モーモーソフト店主、だんごまるお、ハットのまんざいし / イチロー、さとうハチワレ 他）
- グラゼニ（トーマス）
- ピアノの森（2018年 - 2019年、カロル・アダムスキ） - 2シリーズ
- 魔法少女サイト（サイト管理人 拾）
- 千銃士（キンベエ）
- ぐらんぶる（2018年 - 2025年、寿竜次郎） - 2シリーズ
- SSSS.GRIDMAN（マックス） - 2023年に劇場総集編公開
- ゴールデンカムイ（2018年 - 2022年、鯉登少尉 / 鯉登音之進） - 3シリーズ

2019年
- 名探偵コナン 紅の修学旅行（井隼森也）
- ジョジョの奇妙な冒険 黄金の風（ボス / ディアボロ / キング・クリムゾン、ディアボロ〈ブローノ・ブチャラティ〉）
- 荒野のコトブキ飛行隊（イサオ）
- スタミュ（千秋貴史）
- かつて神だった獣たちへ（ハンク / ウェアウルフ）
- ポチっと発明 ピカちんキット（ホセ）
- BEM（ベム）
- 博多明太!ぴりからこちゃん（うどんの助）
- 炎炎ノ消防隊（2019年 - 2025年、武能登） - 3シリーズ
- 鬼滅の刃（2019年 - 2024年、宇髄天元） - 5シリーズ
- あひるの空（2019年 - 2020年、花園千秋）
- 旗揚!けものみち（ケモナーマスク / 柴田源蔵）
- 歌舞伎町シャーロック（2019年 - 2020年、シャーロック・ホームズ）

2020年
- ポケットモンスター（2020年 - 2023年、ミサキのグレッグル、サトシのヘラクロス、サトシのヘイガニ、サトシのカビゴン、タケシのグレッグル） - 2シリーズ
- A3!（松川伊助） - 2シリーズ
- アルテ（レオ）
- GO!GO!アトム
- 邪神ちゃんドロップキック'（魔界パンダ）
- デカダンス（カブラギ）
- ノー・ガンズ・ライフ（エドムント・ベーカー）
- シャドウバース（ゼックス）
- 魔王学院の不適合者 〜史上最強の魔王の始祖、転生して子孫たちの学校へ通う〜（2020年 - 2023年、エリオ・ルードウェル） - 2シリーズ
- 禍つヴァールハイト -ZUERST-（ラドバウド博士）
- 魔女の旅々（若き国王）
- 魔法科高校の劣等生 来訪者編（岬寛）

2021年
- 魔術士オーフェンはぐれ旅 キムラック編（ラポワント）
- たとえばラストダンジョン前の村の少年が序盤の街で暮らすような物語（ヴリトラ）
- ワールドトリガー（2021年 - 2022年、生駒達人） - 2シリーズ
- SHAMAN KING（2021年 - 2022年、阿弥陀丸、ジョン・デンバット、カメル・ミュンツァー）
- バクテン!!（高瀬亨）
- 究極進化したフルダイブRPGが現実よりもクソゲーだったら（ギンジ）
- 魔入りました!入間くん（2021年 - 2023年、バラム・シチロウ、アンドロ・M・ロック） - 2シリーズ
- 迷宮ブラックカンパニー（二ノ宮キンジ）
- メガトン級ムサシ（2021年 - 2023年、サーザント・エボル） - 2シリーズ
- 最果てのパラディン（2021年 - 2023年、ブラッド） - 2シリーズ
- かぎなど（2021年 - 2022年、鳳咲夜） - 2シリーズ
- ビルディバイド -＃000000-（マーギュリス）

2022年
- オリエント（鐘巻自斎、ナレーション） - 2シリーズ
- ありふれた職業で世界最強（2022年 - 2025年、フリード・バグアー） - 2シリーズ
- リアデイルの大地にて（ロプス）
- 失格紋の最強賢者（アシュリル）
- アニ×パラ〜あなたのヒーローは誰ですか〜（ドラティ）
- クレヨンしんちゃん（月尾歩）
- サマータイムレンダ（雁切真砂人、雁切巌、菱形紙垂彦）
- ブラック★★ロックシューター DAWN FALL（アンディ）
- 忍の一時（加賀時貞）
- 永久少年 Eternal Boys（2022年 - 2023年、石田直樹）
- BLEACH 千年血戦篇（2022年 - 2024年、檜佐木修兵、浅野啓吾） - 3シリーズ
- 夫婦以上、恋人未満。（店長 / 賀茂の兄）
- うる星やつら (2022)（2022年 - 2024年、レイ） - 2シリーズ
- ブルーロック（2022年 - 2024年、蟻生十兵衛） - 2シリーズ

2023年
- ノケモノたちの夜（マルバス）
- 大雪海のカイナ（オリノガ）
- 英雄王、武を極めるため転生す 〜そして、世界最強の見習い騎士♀〜（黒仮面の男）
- Opus.COLORs（中静理央）
- マッシュル-MASHLE-（2023年 - 2024年、ブラッド・コールマン） - 2シリーズ
- おとなりに銀河（『獅子の拳士』師匠）
- デッドマウント・デスプレイ（四乃山尊） - 2シリーズ
- デキる猫は今日も憂鬱（織塚馨）
- てんぷる（男友達A）
- おかしな転生（コアントロー）
- Helck（ヘルク）
- オーバーテイク!（眞賀孝哉）
- 柚木さんちの四兄弟。（柚木春一、クワッチ）
- ビックリメン（マリス / スーパーマリスロココ）
- 薬屋のひとりごと（2023年 - 2025年、高順） - 2シリーズ
- でこぼこ魔女の親子事情（ポンド）
- め組の大吾 救国のオレンジ（2023年 - 2024年、朝比奈大吾）
- 鴨乃橋ロンの禁断推理（シェパード・ファイア）

2024年
- SHAMAN KING FLOWERS（阿弥陀丸）
- キングダム（那貴）
- 月刊モー想科学（ハナノスケ）
- 七つの大罪 黙示録の四騎士（ドレファス） - 2シリーズ
- ラグナクリムゾン（ボルギウス）
- 佐々木とピーちゃん（♰漆黒の堕天使♰）
- 勇気爆発バーンブレイバーン（セグニティス）
- 逃走中 グレートミッション（狼月マコト）
- 夜桜さんちの大作戦（夜桜凶一郎）
- 逃げ上手の若君（足利尊氏）
- キン肉マン 完璧超人始祖編（2024年 - 2025年、ロビンマスク〈バラクーダ〉、イワオ） - 2シリーズ
- 異世界失格（タキシードの男）
- 魔導具師ダリヤはうつむかない（グラート・バルトローネ）
- 新米オッサン冒険者、最強パーティに死ぬほど鍛えられて無敵になる。（ケルヴィン・ウルヴォルフ）
- デリコズ・ナーサリー（ゲルハルト・フラ）
- 神之塔 -Tower of God-（真田ユタカ） - 2シリーズ
- チ。-地球の運動について-（オクジー）
- 来世は他人がいい（布袋竹人）
- メカウデ（カゲマル）
- 妖怪学校の先生はじめました!（2024年 - 2025年、豆パパ）

2025年
- 魔神創造伝ワタル（御富良院、御羅院、熱良院）
- 君のことが大大大大大好きな100人の彼女（チャンコ爆錦）
- 日本へようこそエルフさん。（野盗頭領）
- ババンババンバンバンパイア（坂本梅太郎）
- BEYBLADE X（銀狼）
- 真・侍伝 YAIBA（鉄剣十郎）
- ウマ娘 シンデレラグレイ（北原穣）
- ウィッチウォッチ（乙木嶺仁）
- 中禅寺先生物怪講義録 先生が謎を解いてしまうから。（中禅寺秋彦）
- 宇宙人ムームー（穴守順一郎）
- ＃コンパス2.0 戦闘摂理解析システム（塵の兄）
- ネクロノミ子のコズミックホラーショウ（ガタノソア）
- ガチアクタ（エンジン）
- あらいぐま カルカル団（バーテンダー）
- Fate/strange Fake（ハンザ・セルバンテス）
- 東島丹三郎は仮面ライダーになりたい（東島丹三郎）
- 忍者と極道（輝村極道）

### 劇場アニメ
1998年
- 劇場版ポケットモンスター ミュウツーの逆襲（科学者）

1999年
- 劇場版ポケットモンスター 幻のポケモン ルギア爆誕（サンダー）
- ピカチュウたんけんたい（パラス）

2000年
- 劇場版カードキャプターさくら 封印されたカード（寺田良幸）
- 劇場版ポケットモンスター 結晶塔の帝王 ENTEI（マンタイン）
- ピチューとピカチュウ（コラッタ）

2001年
- カウボーイビバップ 天国の扉（強盗D）
- 劇場版ポケットモンスター セレビィ 時を超えた遭遇（ハッサム）
- 名探偵コナン 天国へのカウントダウン（社員A）

2002年
- 劇場版ポケットモンスター 水の都の護神 ラティアスとラティオス（プテラ）
- ピカピカ星空キャンプ（エアームド）

2003年
- 劇場版ポケットモンスター アドバンスジェネレーション 七夜の願い星 ジラーチ（ボーマンダ）
- おどるポケモンひみつ基地（サボネア、ドゴーム）

2004年
- 劇場版ポケットモンスター アドバンスジェネレーション 裂空の訪問者 デオキシス（レックウザ）

2005年
- 劇場版 テニスの王子様 跡部からの贈り物 君に捧げるテニプリ祭り（梶本貴久）
- 劇場版デュエル・マスターズ 闇の城の魔龍凰（ナイト）
- 劇場版ポケットモンスター アドバンスジェネレーション ミュウと波導の勇者 ルカリオ（ヘイガニ）

2006年
- 劇場版ポケットモンスター アドバンスジェネレーション ポケモンレンジャーと蒼海の王子 マナフィ（ヘイガニ）

2007年
- えいがでとーじょー! たまごっち ドキドキ! うちゅーのまいごっち!?（ぱぱぱっち）
- 劇場版 NARUTO -ナルト- 疾風伝（セツナ）
- 劇場版BLEACH The DiamondDust Rebellion もう一つの氷輪丸（檜佐木修兵）
- 劇場版ポケットモンスター ダイヤモンド&パール ディアルガVSパルキアVSダークライ（グレッグル）
- ジョジョの奇妙な冒険 ファントムブラッド（ジョナサン・ジョースター）
- ねずみ物語 〜ジョージとジェラルドの冒険〜（ラオーネ、イタチ）

2008年
- 映画! たまごっち うちゅーいちハッピーな物語!?（ぱぱぱっち）
- 劇場版 ゲゲゲの鬼太郎 日本爆裂!!（小豆あらい）
- 劇場版 天元突破グレンラガン（2008年 - 2009年、カミナ、マッケン） - 2作品
- 劇場版BLEACH Fade to Black 君の名を呼ぶ（檜佐木修兵）

2009年
- 劇場版ポケットモンスター ダイヤモンド&パール アルセウス 超克の時空へ（グレッグル）
- 劇場版 マクロスF（2009年 - 2011年、オズマ・リー） - 2作品
- チョコレート・アンダーグラウンド（対策本部長）
- ピューと吹く!ジャガー 〜いま、吹きにゆきます〜（ハマー）

2010年
- 銀幕ヘタリア Axis Powers Paint it, White（白くぬれ!）（アメリカ、カナダ）
- 劇場版BLEACH 地獄篇（浅野啓吾）
- 劇場版ポケットモンスター ダイヤモンド&パール 幻影の覇者 ゾロアーク（ライコウ）
- べるぜバブ 〜拾った赤ちゃんは大魔王!?〜（男鹿辰巳）※ジャンプスーパーアニメツアー上映作品

2011年
- 劇場版ハートの国のアリス 〜Wonderful Wonder World〜（ブラッド＝デュプレ、先生）

2012年
- セイクリッドセブン 銀月の翼（研美悠士）
- 伏 鉄砲娘の捕物帳（道節）
- BUTA（ハリー・センボウ）
- マクロスFB7 銀河流魂 オレノウタヲキケ!（オズマ・リー）
- メロエッタのキラキラリサイタル（ヘイガニ）

2014年
- イナズマイレブン 超次元ドリームマッチ（ザナーク）
- 劇場版 世界一初恋 〜横澤隆史の場合〜（高野政宗）

2016年
- ラストエグザイル-銀翼のファム- Over The Wishes（カイヴァーン）
- なぜ生きる 蓮如上人と吉崎炎上（了顕）

2017年
- クレヨンしんちゃん 襲来!!宇宙人シリリ（八尾）
- 映画 たまごっち ヒミツのおとどけ大作戦!（おやじっち、こんぐらっち）
- 劇場版 Fate/kaleid liner プリズマ☆イリヤ（2017年 - 2021年、ダリウス・エインズワース） - 2作品

2018年
- フリクリ オルタナ（須藤完）

2019年
- 劇場版 王室教師ハイネ（オーナー）
- LAIDBACKERS-レイドバッカーズ-（レナード）
- 映画 おしりたんてい シリーズ（2019年 - 2025年、みみとがり） - 6作品
- プロメア（メイス）
- 劇場版 誰ガ為のアルケミスト（カムイ）

2020年
- 世界一初恋 〜プロポーズ編〜（高野政宗）
- 劇場版 SHIROBAKO（明日川源）
- 劇場版BEM〜BECOME HUMAN〜（ベム）
- 劇場版 鬼滅の刃 無限列車編（宇髄天元）

2021年
- 劇場版 七つの大罪 光に呪われし者たち（ドレファス）
- 劇場短編マクロスF 〜時の迷宮〜（オズマ・リー）
- さよなら、ティラノ（ゴルゴ）

2022年
- 映画おしりたんてい 夢のジャンボスイートポテトまつり（だんごまるお）
- 機動戦士ガンダム ククルス・ドアンの島（参謀）
- 映画 バクテン!!（高瀬亨）

2023年
- グリッドマン ユニバース（マックス、六花お兄）
- らくだい魔女 フウカと闇の魔女（ロイド）
- 劇場版 Collar×Malice -deep cover-（拾和ミツル） - 前後編
- 永久少年 Eternal Boys NEXT STAGE（石田直樹）
- ブラッククローバー 魔法帝の剣（フエゴレオン・ヴァーミリオン）
- 大雪海のカイナ ほしのけんじゃ（オリノガ）

2024年
- 劇場版ブルーロック -EPISODE 凪-（蟻生十兵衛）

2025年
- ヴァージン・パンク Clockwork Girl（Mr.エレガンス）
- 劇場版 鬼滅の刃 無限城編 第一章 猗窩座再来（宇髄天元）

### OVA
1997年
- 真奈美&ナミ スプライト（瀬畑）

1998年
- 銀河英雄伝説外伝 白銀の谷（帝国軍兵士）
- 銀河英雄伝説外伝 汚名（警官）
- 教科書にないッ!（戸川先生）
- 聖少女艦隊バージンフリート（情報士官）

1999年
- タイムレンジャー セザールボーイの冒険 ローマ帝国編
- 菜々子解体診書（司令官）
- ピカチュウのふゆやすみ2000（ヘラクロス）

2000年
- ぼくたちピチューブラザーズ・風船騒動の巻（オーダイル）
- 勇者王ガオガイガーFINAL（ボルフォッグ / ビッグボルフォッグ）

2002年
- 聖闘士星矢 冥王ハーデス編（2002年 - 2008年、カペラ、フェニックス一輝）

2003年
- 機動新撰組 萌えよ剣（酒呑童子）
- 天地無用! 魎皇鬼（第三期）（ソルナール）
- はじめの一歩 間柴vs木村 死刑執行（リングアナウンサー）
- ぼくたちピチューブラザーズ・パーティはおおさわぎ!のまき（カビゴン）

2004年
- ピカチュウのなつまつり（ヘイガニ）

2005年
- 警察戦車隊 TANK S.W.A.T. 01（葉花）
- ピカチュウのおばけカーニバル（ヘイガニ）

2006年
- 機動戦士ガンダムSEED C.E.73 STARGAZER（スウェンの父）
- ピカチュウのわんぱくアイランド（ヘイガニ）

2007年
- 今日からマ王! R（渋谷勝利）
- テイルズ オブ シンフォニア THE ANIMATION（2007年 - 2012年、ロイド・アーヴィング） - 3シリーズ
- ピューと吹く!ジャガー（ハマー〈浜渡浩満〉）
- ピカチュウたんけんクラブ（グレッグル）

2008年
- 機動戦士ガンダム MS IGLOO 2 重力戦線（レイバン・スラー軍曹）
- テガミバチ〜光と青の幻想夜話〜（ラルゴ・ロイド）
- .hack//G.U. TRILOGY（榊）
- ピカチュウ氷の大冒険（グライオン）
- BLEACH カラブリ! 護廷十三屋台大作戦!（檜佐木修兵）

2009年
- ピカチュウのキラキラだいそうさく!（グライオン）

2010年
- ピカチュウのふしぎなふしぎな大冒険（グレッグル）

2011年
- 世界一初恋 〜小野寺律の場合〜（高野政宗）
- 世界一初恋 〜羽鳥芳雪の場合〜（高野政宗）

2012年
- 伊藤潤二 恐怖マンガCollection 富江（高木）
- コードギアス 亡国のアキト 第1章「翼竜は舞い降りた」（ヨアン・マルカル）
- 猫神やおよろず（元社員）
- FAIRY TAIL 〜メモリーデイズ〜（ラクサス・ドレアー）

2013年
- 翠星のガルガンティア（ピニオン）※Blu-ray BOX 1特典

2014年
- 翠星のガルガンティア 〜めぐる航路、遥か〜（ピニオン）※劇場先行上映
- マギ シンドバッドの冒険（バドル）※コミックス第3-4巻特別版DVDに収録

2015年
- ヒーローカンパニー（キバ・キハン）※コミックス第8巻特装版DVDに収録
- ろぼっとアトム（スピードジョー）

2016年
- 監獄学園（ガクト/諸葛岳人）※コミックス第20巻BD付き特装版
- 天地無用！魎皇鬼（第四期）（柾木信幸）

2017年
- カードキャプターさくら クリアカード編 プロローグ さくらとふたつのくま（寺田良幸）

2018年
- ブラッククローバー オール魔法騎士感謝祭（フエゴレオン・ヴァーミリオン） - ジャンプスペシャルアニメフェスタ2018上映作品

2020年
- 鬼灯の冷徹（ベルゼブブ） - コミックス第31巻DVD付き限定版

2024年
- コードギアス 奪還のロゼ（物部勲）

### Webアニメ
2001年
- i-wish you were here-（金城）

2005年
- The King of Fighters: Another Day（マキシマ）
- リーンの翼（海楽）

2006年
- 戦慄のミラージュポケモン（ヘイガニ）

2008年
- 亡念のザムド（アクシバ）

2009年
- ヘタリアシリーズ（2009年 - 2021年、アメリカ、カナダ、猫） - 7シリーズ

2014年
- Bonjour♪恋味パティスリー（葵井一吹）

2015年
- ニンジャスレイヤー フロムアニメイシヨン（バスター・テツオ）
- モンスターストライク（白浜太陽）
- 妖怪お国自慢（コサメ小次郎）

2017年
- ルナたん 〜1万年のひみつ〜（モクギョ）

2018年
- 異世界居酒屋〜古都アイテーリアの居酒屋のぶ〜（ベルトホルト、ダミアンの部下）
- ているず おぶ ざ れいず 劇場（ロイド・アーヴィング）

2019年
- 7SEEDS（2019年 - 2020年、麻井蟬丸） - 2シリーズ
- 聖闘士星矢: Knights of the Zodiac（フェニックス一輝）
- ケンガンアシュラ（大久保直也） - 2シリーズ

2021年
- 中高一貫!!キメツ学園物語 バレンタイン編（宇髄天元）
- おしえて北斎! -THE ANIMATION-（雷神、ナレーション、風神）
- 転生したら鬼退治を命じられました（源頼光、ごく普通の会社員、桃太郎、ナレーション）

2022年
- 最強でんでん x 招かれざる客（ガイア、剣霊）
- ポケットモンスター 神とよばれし アルセウス（グレッグル）
- 風都探偵（立川蓮司）

2023年
- 終末のワルキューレII（ヘラクレス）
- 鬼武者（平九郎）
- 境界戦機 極鋼ノ装鬼（グレイディ・エリソン）

2024年
- 魁!!令和の男塾（盾臣郎）
- ライジングインパクト（東堂院戒） - 2シリーズ

### ゲーム
1997年
- ハイスクールテラストーリー（浩二）
- ぱにっくちゃん（エイリアン・ちんぴら）※小西カツユキ表記
- ムーンライトシンドローム
- 幕末浪漫 月華の剣士（1997年 - 1998年、鷲塚慶一郎） - 2作品

1999年
- アランドラ2 魔進化の謎
- キャプテン・ラヴ（ラブ・キャバリアーズNo.3、ウサ耳部隊 鷹取、ラブ・セイバーズ局長 芹沢嘉門、サラリーマン部隊 亀井）
- ザ・キング・オブ・ファイターズ（1999年 - 2022年、マキシマ） - 14作品
- 大乱闘スマッシュブラザーズシリーズ（1999年 - 2018年、カビゴン、デオキシス） - 6作品
- 70年代風ロボットアニメ ゲッP-X（御堂筋大尉）
- 勇者王ガオガイガー BLOCKADED NUMBERS（ボルフォッグ / ビッグボルフォッグ）
- リフレインブルー（松永善博）
- リモートコントロールダンディ（ケンジ）
- 剣客異聞録 蘇りし蒼紅の刃 サムライスピリッツ新章（服部半蔵）

2000年
- ブレイブサーガ2（ボルフォッグ / ビッグボルフォッグ、アズラエル）

2001年
- エクソダスギルティーネオス（クエイク）
- ゴエモン 新世代襲名!（コジロウ）
- 雪語り（益子哲也）
- ルナ・ウイング 〜時を越えた聖戦〜

2002年
- ギガンティック ドライブ（蓬莱奏也）
- サーヴィランス 監視者（チャーリー・ヒックス）
- SAMURAI DEEPER KYO（鬼眼の狂 / 壬生京四郎）
- SILVER CHAOS（ライカ）
- シャーマンキング スピリット オブ シャーマンズ（阿弥陀丸）

2003年
- アヴァロンの鍵（シズマ）
- 学園ヘヴン BOY'S LOVE SCRAMBLE!（丹羽哲也）
- GALAXY ANGEL Moonlit Lovers（レスター・クールダラス）
- 金色のコルダ（王崎信武）
- SILVER CHAOS FAN BOX〜ETERNAL FANTASIA〜（ライカ）
- シャーマンキング ソウルファイト（阿弥陀丸）
- 第2次スーパーロボット大戦α（ボルフォッグ / ビッグボルフォッグ）
- テイルズ オブ シンフォニア（ロイド・アーヴィング）
- 天誅 参（藤岡鉄舟）
- ポケモンチャンネル 〜ピカチュウといっしょ!〜
- ロックマンエグゼ トランスミッション（ブライトマン）

2004年
- Artificial Mermaid-SILVER CHAOSII-（ジェイル）
- 犬夜叉 〜呪詛の仮面〜（ウツギ〈男〉）
- 学園ヘヴン BOY'S LOVE SCRAMBLE! Type B（丹羽哲也）
- GALAXY ANGEL Eternal Lovers（レスター・クールダラス）
- シャーマンキング ふんばりスピリッツ（阿弥陀丸、ラキスト）
- テイルズ オブ シンフォニア（PS2版）（ロイド・アーヴィング）
- てんたま2wins（西園幹也）
- 天誅 紅（藤岡鉄舟）
- 幕末恋華 新選組（山南敬助）
- ピューと吹く!ジャガー 明日のジャンプ（ハマー〈浜渡浩満〉）
- ぷらすぷらむ2（アート、魔人ヒデマロ）
- 名探偵コナン 大英帝国の遺産

2005年
- エウレカセブン TR1:NEW WAVE（ジャン）
- 怪盗アプリコット（望月草）
- 学園ヘヴン おかわりっ!（丹羽哲也）
- 忍道 戒（黒鷹のザジ）
- 修業旅行〜古都迷走地図〜（高野克弘）
- 新世紀勇者大戦（ボルフォッグ / ビッグボルフォッグ）
- 第3次スーパーロボット大戦α 終焉の銀河へ（ボルフォッグ / ビッグボルフォッグ）
- テイルズ オブ ザ ワールド なりきりダンジョン3
- 天外魔境III（鬼六）
- 天誅 忍大全（藤岡鉄舟）
- ネオジオバトルコロシアム（鷲塚慶一郎）
- Rhapsodia（エドガー）

2006年
- アラビアンズ・ロスト〜The engagement on desert〜（タイロン＝ベイル）
- うえきの法則 倒すぜロベルト十団!!（鬼紋）
- ガンパレード・オーケストラ（竜造寺紫苑）
- GALAXY ANGEL II 絶対領域の扉（レスター・クールダラス）
- サモンナイト4（スバル）
- 灼眼のシャナ（メリヒム）
- テイルズ オブ ザ ワールド レディアント マイソロジー（ロイド・アーヴィング）
- 転生八犬士封魔録（塚野昴）
- .hack//G.U.（2006年 - 2007年、榊） - 3作品
- バテン・カイトスII 始まりの翼と神々の嗣子（ヒューズ）
- pop'n music 14 FEVER!（カミナ）※「BREAK THROUGH THE DREAM」を歌唱
- 水の旋律2 〜緋の記憶〜（遮那）
- 夜明け前より瑠璃色な〜Brighter than dawning blue〜（鷹見沢仁）
- Love☆Drops 〜みらくる同居物語〜（真柴奏）

2007年
- アサシン クリード（アルタイル・イブン・ラ・アハド）
- 機動戦士ガンダム0083カードビルダー（マット・ヒーリィ、ケン・ビーダーシュタット）
- 今日からマ王! 眞マ国の休日（渋谷勝利）
- GALAXY ANGEL II 無限回廊の鍵（レスター・クールダラス）
- 金色のコルダ2（王崎信武）
- 金色のコルダ2 アンコール（王崎信武）
- 少年陰陽師〜翼よいま、天へ還れ〜（紅蓮）
- 聖闘士星矢 冥王ハーデス十二宮編（フェニックス一輝）
- 戦国無双2 猛将伝（前田利家）
- ソウルキャリバーレジェンズ（ロイド・アービング）※ゲストキャラクター
- テイルズ オブ ファンダム Vol.2（ロイド・アーヴィング）
- 天元突破グレンラガン（カミナ）
- トラスティベル ショパンの夢（クレッシェンド）
- ハートの国のアリス 〜Wonderful Wonder World〜（ブラッド＝デュプレ）
  - クローバーの国のアリス 〜Wonderful Wonder World〜（ブラッド＝デュプレ）

- らぶ☆どろ 〜Love Drops〜（真柴奏）

2008年
- あさき、ゆめみし（東雲霖）
- 妖ノ宮（六条院御影）
- イナズマイレブン（源田幸次郎、鶏井亮太）
- 頭文字D ARCADE STAGE 5（皆川英雄）
- エーデルブルーメ（ジェラルド・ヴィルベルヴィント）
- 機動戦士ガンダム00（ヨハン・トリニティ）
- 銀のエクリプス（カルム）
- 幻想水滸伝ティアクライス（ディルク、マクート）
- 侍道3（謎の忍）
- 零 月蝕の仮面（霧島長四郎）
- テイルズ オブ シンフォニア -ラタトスクの騎士-（ロイド・アーヴィング）
- 咎狗の血 True Blood（キリヲ）
- ふしぎ遊戯 朱雀異聞（星宿）
- ブレイザードライブ（ジョナサン）
- マクロスエースフロンティア（オズマ・リー）
- 無双OROCHI 魔王再臨（前田利家）
- モノクローム・ファクター cross road（洸）
- ユア・メモリーズオフ〜Girl's Style〜（2008年 - 2009年、くーた） - 2作品

2009年
- アークライズファンタジア（サージュ）
- 悪魔城ドラキュラ ジャッジメント（コーネル）
- SDガンダム GGENERATION（2009年 - 2025年、マット・ヒーリィ〈GENESIS〉、ヨハン・トリニティ、ゴート・ローガン、マイキャラクター男性4〈GENESIS〉） - 7作品
- おおかみかくし（鷲羽美幸）
- GALAXY ANGEL II 永劫回帰の刻（レスター・クールダラス）
- KILLZONE 2（トーマス・セブ・セブチェンコ軍曹）
- 金色のコルダ2 f（王崎信武）
- 金色のコルダ2 f アンコール（王崎信武）
- ジョーカーの国のアリス 〜Wonderful Wonder World〜（ブラッド＝デュプレ）
- スキップ・ビート!（敦賀蓮）
- 戦国無双3（前田利家）
- 超劇場版ケロロ軍曹 撃侵ドラゴンウォリアーズであります!（ドララ特務兵）
- テイルズ オブ ザ ワールド レディアント マイソロジー2（ロイド・アーヴィング）
- テイルズ オブ バーサス（ロイド・アーヴィング）
- ドラゴンボール レイジングブラスト（ギニュー）
- ナデプロ!! 〜キサマも声優やってみろ!〜（人見克也）
- バンブーブレード 〜"それから"の挑戦〜（石田虎侍）
- ポケパークWii 〜ピカチュウの大冒険〜
- マクロスアルティメットフロンティア（オズマ・リー）
- 無双OROCHI Z（前田利家）

2010年
- アーメン・ノワール（ソード）
- アニバーサリーの国のアリス 〜Wonderful Wonder World〜（ブラッド＝デュプレ）
- エストポリス（ガデス）
- カエル畑DEつかまえて☆彡（戸神明杜）
- カエル畑DEつかまえて ポータブル（戸神明杜）
- カエル畑DEつかまえて・夏 千木良参戦!（戸神明杜）
- 金色のコルダ3（如月律）
- キングダム 一騎闘千の剣（壁）
- GA 芸術科アートデザインクラス Slapstick WONDER LAND（魚住）
- スーパー戦隊バトル ダイスオー（ゴセイナイト）
- TAKUYO Mix Box 〜ファーストアニバーサリー〜（望月草、戸神明杜）
- 咎狗の血 True Blood Portable（キリヲ）
- .hack//Link（榊）
- ドラゴンボール タッグバーサス（ギニュー）
- ドラゴンボール レイジングブラスト2（ギニュー）
- ノーモア★ヒーローズ 英雄たちの楽園（ヘンリー）
- ひまわり -Pebble in the Sky- Portable（雨宮銀河）
- 北斗無双（ケンシロウ）

2011年
- アサシン クリード リベレーション（アルタイル・イブン・ラ・アハド）
- Original story from FAIRY TAIL 激突!カルディア大聖堂（ラクサス・ドレアー）
- カエル畑DEつかまえて・夏 千木良参戦! ぽーたぶる（戸神明杜）
- 学園ヘタリア Portable（アメリカ、カナダ）
- ガチトラ! 〜暴れん坊教師 in High School〜（梶虎男）
- 最後の約束の物語（ジャイロ）
- ドラゴンボール改 アルティメット武闘伝（ギニュー）
- 忍道2 散華（黒鷹のザジ）
- スーパー戦隊バトル レンジャークロス（ゴセイナイト）
- スティールクロニクル（カミヤ・シン）
- スト☆マニ 〜Strobe☆Mania〜（夏目隼人）
- 聖闘士星矢戦記（フェニックス一輝）
- 戦国無双3 猛将伝（前田利家）
- 戦国無双3 Z（前田利家）
- 戦国無双3 Empires（前田利家）
- 戦国無双 Chronicle（前田利家）
- 第2次スーパーロボット大戦Z 破界篇（カミナ、ヨハン・トリニティ、オズマ・リー）
- テイルズ オブ ザ ワールド レディアント マイソロジー3（ロイド・アーヴィング）
- デビルサバイバー オーバークロック（ジン）
- FRONTIER GATE（ラニ・ラト）
- マクロストライアングルフロンティア（オズマ・リー）
- 無双OROCHI 2（前田利家、酒呑童子）
- メイド☆ぱらだいす 〜目指せ!メイドナンバーワン!〜（梶虎男）
- Rewrite（鳳咲夜）
- ルーンファクトリー オーシャンズ（ジョー）

2012年
- アーメン・ノワール portable（ソード）
- イナズマイレブンGO2 クロノ・ストーン / GO ギャラクシー（2012年 - 2013年、ザナーク・アバロニク、スフィアデバイス〈ザナーク用〉、市川座名九郎、サージェス ルーグ） - 2作品
- イナズマイレブンGO ストライカーズ2013（ザナーク・アバロニク）
- 英雄伝説 零の軌跡 Evolution（ガイ・バニングス）
- 鬼武者Soul（蠣崎義広、佐竹義重、北条氏康、本願寺顕如、竹中半兵衛、明智光秀 他）
- 学園ヘタリア DS（アメリカ、カナダ）
- 機動戦士ガンダム エクストリームバーサス（2012年 - 2016年、ヨハン・トリニティ） - 3作品
- 幻想水滸伝 紡がれし百年の時（デューカス）
- 真・北斗無双（ケンシロウ）
- Starry☆Sky 〜After Spring〜 Portable（忍成ハル）
- スーパーロボット大戦OGサーガ 魔装機神II REVELATION OF EVIL GOD（ライコウ・ゼフェンバー）
- 聖闘士星矢Ω アルティメットコスモ（蒼摩）
- 戦国無双 Chronicle 2nd（前田利家）
- Solomon's Ring 〜火の章〜（アスモデウス）
- 第2次スーパーロボット大戦Z 再世篇（オズマ・リー）
- ダイヤの国のアリス 〜Wonderful Wonder World〜（ブラッド＝デュプレ）
- DIABOLIK LOVERS（逆巻レイジ）
- テイルズ オブ ザ ヒーローズ ツインブレイヴ（ロイド・アーヴィング）
- ヒーローズファンタジア（リウイ、ハジ）
- FAIRY TAIL ゼレフ覚醒（ラクサス・ドレアー、ブラッド＝デュプレ）
- 真剣で私に恋しなさい!!R（風間翔一）
- 無双OROCHI2 Special（前田利家、酒呑童子）
- 無双OROCHI2 Hyper（前田利家、酒呑童子）
- Rewrite Harvest festa!（鳳咲夜）
- 嫁コレ（如月律）

2013年
- ヴァルハラナイツ3（カルロス）
- カードファイト!! ヴァンガード ライド トゥ ビクトリー!!（岸田オサム）
- ガイストクラッシャー（ロック・ボルカン）
- 金色のコルダ3 フルボイス Special（如月律）
- 新装版 ハートの国のアリス 〜Wonderful Wonder World〜（ブラッド＝デュプレ）
- 真・女神転生IV（ワルター / ルシファー）
- スーパーロボット大戦OGサーガ 魔装機神III PRIDE OF JUSTICE（ライコウ・ゼフェンバー）
- スーパーロボット大戦Operation Extend（カミナ、オズマ・リー）
- スーパーロボット大戦UX（オズマ・リー）
- STORM LOVER 2nd（十文字麻季）
- 聖闘士星矢 ブレイブ・ソルジャーズ（フェニックス一輝）
- ダイヤの国のアリス 〜Wonderful Mirror World〜（ブラッド＝デュプレ）
- DIABOLIK LOVERS MORE,BLOOD（逆巻レイジ）
- DIABOLIK LOVERS LIMITED V EDITION（逆巻レイジ）
- テイルズ オブ シンフォニア ユニゾナントパック（ロイド・アーヴィング）
- トリコ グルメガバトル!（ウーメン梅田）
- マクロス30 銀河を繋ぐ歌声（オズマ・リー）
- 無双OROCHI2 Ultimate（前田利家、酒呑童子）
- メタルマックス4 月光のディーヴァ（ラロ）

2014年
- アラビアンズ・ダウト〜The engagement on desert〜（タイロン＝ベイル）
- ヴァルハラナイツ3 GOLD（カルロス）
- 英雄伝説 碧の軌跡 Evolution（ガイ・バニングス）
- 鬼武者Soul カードラッシュ
- 俺の屍を越えてゆけ2（焼津ノ若銛、天道葵、氷ノ皇子）
- ガンダムブレイカー2（カレヴィ・ユハ・キウル）
- 金色のコルダ3 AnotherSky feat.天音学園（如月律）
- 金色のコルダ3 AnotherSky feat.至誠館（如月律）
- 金色のコルダ3 AnotherSky feat.神南（如月律）
- クローバー図書館の住人たち（棗）
- 恋人は専属SP Love Mission（桂木大地）
- コール オブ デューティ アドバンスド・ウォーフェア（ギデオン）
- SILENT SCOPE BONE-EATER（トカゲ）
- ジェイスターズ ビクトリーバーサス（男鹿辰巳、ケンシロウ）
- 戦国無双4（前田利家）
- 第3次スーパーロボット大戦Z 時獄篇（オズマ・リー、カミナ）
- DIABOLIK LOVERS VANDEAD CARNIVAL（逆巻レイジ）
- テイルズ オブ アスタリア（ロイド・アーヴィング）
- テイルズ オブ ザ ワールド レーヴ ユナイティア（ロイド・アーヴィング）
- 熱血異能部活譚 Trigger Kiss（一条孝我）
- ハートの国のアリス 〜Wonderful Twin World〜（ブラッド＝デュプレ）

2015年
- アルスラーン戦記×無双（イスファーン）
- クローバー図書館の住人たちII（棗）
- 喧嘩番長6〜ソウル&ブラッド〜（金居高生）
- 新甲虫王者ムシキング（コジロー）
- スーパーロボット大戦BX（ボルフォッグ / ビッグボルフォッグ、オズマ・リー）
- 聖闘士星矢 ソルジャーズ・ソウル（フェニックス一輝）
- 戦国無双4-II（前田利家、井伊直政）
- 戦国無双4 Empires（前田利家、井伊直政）
- 戦魂-SENTAMA-（真田幸村）
- 第3次スーパーロボット大戦Z 天獄篇（オズマ・リー、カミナ、ピニオン）
- DIABOLIK LOVERS DARK FATE（逆巻レイジ）
- DIABOLIK LOVERS MORE,BLOOD LIMITED V EDITION（逆巻レイジ）
- 帝国海軍恋慕情〜明治横須賀行進曲〜（伊予部直哉）
- デュラララ!! Relay（田中トム）
- ドラゴンボールZ 超究極武闘伝（ギニュー）
- ドラゴンボール ゼノバース（ギニュー）
- ひまわり-Pebble in the Sky- PS Vita版（雨宮銀河）
- ファイアーエムブレムif（マークス）
- ポポロクロイス牧場物語（イスカス）
- 夢王国と眠れる100人の王子様（オズワルド）
- LOVE:QUIZ〜恋する乙女のファイナルアンサー〜（シノ）
- 龍が如く0 誓いの場所（尾田純）

2016年
- AKIBA'S BEAT（団長）
- カードファイト!! ヴァンガードG ストライド トゥ ビクトリー!!（岸田オサム）
- 怪盗夜想曲 〜ファントムノクターン〜（怪盗王リガス）
- ガンダムブレイカー3（ミスターガンプラ）
- Code:Realize 〜祝福の未来〜（アヴィド・クルデーレ）
- 金色のコルダ4（如月律）
- ゴッドオブハイスクール【神スク】（執行委員Q）
- シノビナイトメア（ゴエモン）
- 白猫プロジェクト（ウォルター）
- 真・女神転生IV FINAL（ワルター / ルシファー）
- 聖闘士星矢ゾディアックブレイブ（鳳凰座の一輝、双子座のデフテロス）
- DIABOLIK LOVERS LUNATIC PARADE（逆巻レイジ）
- 天下統一恋の乱 Love Ballad（片倉小十郎）
- ドラゴンボール ゼノバース2（ギニュー）
- ドラゴンボールフュージョンズ（ギニュー）
- バイオハザード0 HDリマスター（ビリー・コーエン）
- 文豪とアルケミスト（小林多喜二）
- はじめてのノベルゲーム（ザイロ）
- マジカルデイズ the Brats’s Parade（リナト）
- マジきゅんっ!ルネッサンス（陶堂千彫）

2017年
- セブンナイツ（カルマ）
- 双星の陰陽師（雲林院憲剛）
- ファイアーエムブレム ヒーローズ（2017年 - 2025年、バヌトゥ、マークス、ヒューベルト）
- Rewrite IgnisMemoria（鳳咲夜）
- DIABOLIK LOVERS LOST EDEN（逆巻レイジ）
- 戦刻ナイトブラッド（武田信玄）
- ガールフレンド（仮）（悪濡れ男）
- ファイナルファンタジーXIV 紅蓮のリベレーター（ヒエン）
- ファイアーエムブレム Echoes もうひとりの英雄王（ランド）
- テイルズ オブ ザ レイズ（2017年 - 2021年、ロイド・アーヴィング / ファング）
- ガンダムバーサス（ヨハン・トリニティ）
- ラジアントヒストリア パーフェクトクロノロジー（ストック）
- 三国恋戦記 魁（奉先）
- ファイアーエムブレム無双（マークス）
- カクテル王子（オールドパル）
- 恋愛プリンセス 〜ニセモノ姫と10人の婚約者〜（ルイス＝アトレー）
- スーパーロボット大戦X-Ω（オズマ・リー）
- R.E.D 〜RAGE EXTINGUISH DAY〜（金刀霸山）
- 金色のコルダ2 ff（王崎信武）
- グランブルーファンタジー（2017年 - 2024年、黒衣の男〈ベルゼバブ〉、ガルジャナ） - 3作品

2018年
- ORDINAL STRATA -オーディナル ストラータ-（ロダン）
- カタハネ ―An' call Belle―（アイン・ロンベルク）
- 七つの大罪 ブリタニアの旅人（ドレファス）
- ドラゴンボール ファイターズ（ギニュー）
- CARAVAN STORIES（ガラッド）
- 歌マクロス スマホDeカルチャー（オズマ・リー）
- 京刀のナユタ（遠藤勝己）
- 真紅の焔 真田忍法帳（三好伊佐入道）
- OCTOPATH TRAVELER（オルベリク・アイゼンバーグ）
- ドラガリアロスト（ランザーヴ）
- 無双OROCHI 3（前田利家、井伊直政、酒呑童子）
- ロックマン11 運命の歯車!!（ラッシュ、トーチマン）

2019年
- 金色のコルダ オクターヴ（如月律）
- JUMP FORCE（ケンシロウ）
- スーパーロボット大戦T（ビッグボルフォッグ）
- DIABOLIK LOVERS CHAOS LINEAGE（レイジ）
- モンスターストライク（2019年 - 2024年、カミナ、エクスカリバー、シシジロー、阿弥陀丸、宇髄天元、亜門鋼太朗、夜桜凶一郎）
- 最果てのバベル（シュノン）
- 鬼灯の冷徹〜地獄のパズルも君次第（ベルゼブブ）
- ファイアーエムブレム 風花雪月（ヒューベルト＝フォン＝ベストラ）
- アルカ・ラスト 終わる世界と歌姫の果実（フォルカー）
- ドラゴンクエストXI 過ぎ去りし時を求めて S（ベロリンマン、ムンババ、イッテツ、ぱふぱふ娘〈エドゥリス〉）
- 時の歌-終焉なきソナタ-（雲不亦）
- 東京喰種: re 【CALL to EXIST】（亜門鋼太朗）
- ジョジョのピタパタポップ（ディアボロ）
- WAR OF THE VISIONS ファイナルファンタジー ブレイブエクスヴィアス 幻影戦争（エンゲルベルト）
- キルラキル ザ・ゲーム -異布-（黄長瀬紬）

2020年
- ドラゴンボールZ カカロット（ギニュー）
- ロストディケイド（テスラ）
- ONE PUNCH MAN A HERO NOBODY KNOWS（タンクトップマスター）
- FAIRY TAIL（ラクサス・ドレアー）
- 華麗なる宮廷の女たち（廉親王）
- ぷよぷよ!!クエスト（鳳凰星座の一輝）
- 北斗の拳 LEGENDS ReVIVE（ハン）
- インディヴィジブル 闇を祓う魂たち（インドラ）
- キャプテン翼 RISE OF NEW CHAMPIONS（ロベルト本郷）
- 聖闘士星矢 ライジングコスモ（鳳凰星座 一輝）
- ビルシャナ戦姫 〜源平飛花夢想〜（佐藤忠信）
- 共闘ことばRPG コトダマン（2020年 - 2024年、マズム、ホカスラオシャ、デッドクター、リクセンコー、エクスカリバー、宇髄天元、鯉登少尉、蟻生十兵衛）
- 食物語（八仙過海鬧羅漢）
- シャドウバース チャンピオンズバトル（シャドウナイツ ゼックス）
- セブンナイツ -時空の旅人-（カルマ）
- 妖怪ウォッチ ぷにぷに（2020年 - 2021年、エクスカリバー、阿弥陀丸）
- スタースマッシュ（コーヤ）
- A.I.M.$ -All you need Is Money-（ディーゼル）
- 三国志名将伝（張遼、張角、鍾会、孟達、、徐盛、蒋欽）
- 真・北斗無双 アプリ版（ケンシロウ）

2021年
- ポケモンマスターズEX（2021年 - 2024年、プラターヌ）
- 金色のコルダ スターライトオーケストラ（堂本大我）
- 茜さすセカイでキミと詠う（近藤勇）
- 白夜極光（イスタバン、ソク）
- 戦国無双5（前田利家）
- スペードの国のアリス 〜Wonderful White World〜（ブラッド＝デュプレ）
- サンクタス戦記-GYEE-（ニコ）
- 鬼滅の刃 ヒノカミ血風譚（2021年 - 2022年、宇髄天元）
- スーパーロボット大戦30（マックス）
- スーパーロボット大戦DD（2021年 - 2024年、ビッグボルフォッグ、マックス）
- メガトン級ムサシ / X / W（2021年 - 2024年、サーザント・エボル、流竜馬）
- ジョジョの奇妙な冒険 ラストサバイバー（ディアボロ）

2022年
- おじさまと猫 スーパーミラクルパズル（小林夏人）
- 逆転オセロニア（宇髄天元）
- LOST JUDGMENT 裁かれざる記憶（貞元響也） - DLC追加キャラクター
- マフィア42（軍人、狂信者）
- ファイアーエムブレム無双 風花雪月（ヒューベルト＝フォン＝ベストラ）
- SDガンダム バトルアライアンス（コマンドガンダム）
- ジョジョの奇妙な冒険 オールスターバトルR（ディアボロ）
- ポーカーチェイス（伊藤カイジ）
- ノーモア★ヒーローズ3（ヘンリー・クールダウン、バニシングポイント）
- Fit Boxing 北斗の拳 〜お前はもう痩せている〜（ケンシロウ）
- パズル&ドラゴンズ（ディアボロ）

2023年
- ファイアーエムブレム エンゲージ（ソンブル）
- サマータイムレンダ Another Horizon（雁切真砂人）
- 龍が如く 維新！ 極（沖田総司〈過去〉）
- サクライグノラムス（石川五右衛門）
- 東京放課後サモナーズ（2023年 - 2025年、クルシャ、ジゾウ）
- キュービックスターズ（エクスカリバー）
- ドラゴンボール ザ ブレイカーズ（ギニュー）
- スペードの国のアリス 〜Wonderful Black World〜（ブラッド＝デュプレ）
- 機動戦士ガンダム アーセナルベース（ヨハン・トリニティ）
- アーマード・コアVI ファイアーズオブルビコン（六文銭）
- レスレリアーナのアトリエ 〜忘れられた錬金術と極夜の解放者〜（2023年 - 2024年、ランツェ・ダッハ）

2024年
- ライブ・ア・ヒーロー!（リューセイ）
- マクロス -Shooting Insight-（オズマ・リー）
- Rise of the Ronin（高杉晋作）
- 崩壊:スターレイル（ブートヒル）
- 百英雄伝（ユーフェリウスVII世）
- ブレイクマイケース（立科吏来）
- 護縁（ハンス・シーラン）
- ドラゴンボール Sparking! ZERO（ギニュー）
- アッシュエコーズ
- FAIRY TAIL 2（ラクサス・ドレアー）
- ガンダムブレイカー4（ミスターガンプラ）

2025年
- フェスバ+（エクスカリバー）
- 無双アビス（前田利家、井伊直政）
- エンバーストーリア（イヴァール）
- BLEACH Rebirth of Souls（檜佐木修兵）
- Fate/Grand Order（アショカ王）
- ファンタジーライフi グルグルの竜と時をぬすむ少女（ブライ）
- ペルソナ5: The Phantom X（加納駿）
- 鬼滅の刃 ヒノカミ血風譚2（宇髄天元）

2026年
- MARVEL：TOKON FIGHTING SOULS（ゴーストライダー）

### 吹き替え

#### 担当俳優
イ・ボムス
- ジャイアント（イ・ガンモ）
- Dr.JIN（イ・ハウン）
- トライアングル（チャン・ドンス）

ジェリー・イェン
- 恋のめまい愛の傷〜烈愛傷痕〜（大泉淋）
- ホット・ショット〜籃球火〜（トン・ファンシャン〈東方翔〉）
- 流星花園（道明寺司）

#### 映画
- インビジブル・ターゲット（フォン警部補〈ショーン・ユー〉）
- エデン（ボーン〈マット・オリアリー〉）
- グリーン・ホーネット（ダニー・“クリスタル”・クリア〈ジェームズ・フランコ〉）
- コヨーテ・アグリー（ケヴィン・オドネル〈アダム・ガルシア〉）
- コン・ティキ（トール・ヘイエルダール〈ポール・スヴェーレ・ハーゲン〉）
- ジェイソン・ボーン（ジェファーズ〈アトー・エッサンドー〉[457]）※BSテレ東版
- 軍鶏-Shamo-（成島亮〈ショーン・ユー〉）
- ショウタイム（レイジーボーイ）※ソフト版
- スピード・レーサー（レックス・レーサー〈スコット・ポーター〉）
- 沈黙のステルス（ジャニック〈マーク・ベイズリー〉）
- トランスフォーマー/リベンジ
- ナイト・オブ・ザ・リビングデッド（テレビリポーター〈ビル・カーディル〉[458]）
- バスティオン36（アントワーヌ・セルダ〈ヴィクトール・ベルモンド〉）
- ファイナル・デスティネーション（ビリー・ヒッチコック〈ショーン・ウィリアム・スコット〉）※DVD版
- ブラックアダム（サミール〈ジェームズ・クサティ＝モイヤー〉[459]）
- ブラック・ファイル 野心の代償（謎の男〈イ・ビョンホン〉）
- プロジェクトV（チョン・ホイシュン〈アレン〉[460]）
- フロンティア（アレックス）
- ワイルド・スピードX3 TOKYO DRIFT（ショーン・ボズウェル〈ルーカス・ブラック〉）
- ワイルド・ブロウ（ウィルソンJr）

#### ドラマ
- ガスリット 陰謀と真実（ジョン・ディーン〈ダン・スティーヴンス〉[461]）
- コールドケース7 ザ・ファイナル #8（ジャック・チャオ・ルー）
- ザ・ネバーズ（オーガスタス・ビドロー〈トム・ライリー〉[462]）
- CSI:サイバー #5（トービン）
- CSI:ニューヨーク3 #15
- 伝説の魔女〜愛を届けるベーカリー〜（ナム・ウソク〈ハ・ソクジン〉）
- ユーフォリア/EUPHORIA（フェズコ〈アンガス・クラウド〉[463]）
- レオナルド 〜知られざる天才の肖像〜（ベルナルド〈フラヴィオ・パレンティ〉[464]）

#### アニメ
- キャットドッグ（キャット）
- 十万个冷笑話 11区番外篇（ディジェ大王）
- トランスフォーマー アニメイテッド（アングリーアーチャー）
- マスターオブスキル For the GLORY（崔立[465]）
- 齢5000年の草食ドラゴン、いわれなき邪竜認定（銀のドラゴン）
- リトル・バットマン クリスマスの大冒険（ブルース・ウェイン / バットマン）

### デジタルコミック
- VOMIC
  - 黒子のバスケ（火神大我）
  - べるぜバブ（男鹿辰巳）
  - めだかボックス（門司）
- ENSOKU テンプリズム（アップン・デサロート）

### 特撮
2000年代
- ULTRAMAN（2004年、ビースト・ザ・ワンの声）
- 劇場版 仮面ライダーディケイド オールライダー対大ショッカー（2009年） - ショッカー戦闘員

2010年代
- 天装戦隊ゴセイジャー（2010年、ゴセイナイトの声 / ダーク・ゴセイナイトの声）
- 天装戦隊ゴセイジャー エピックON THEムービー（2010年、ゴセイナイトの声）
- 天装戦隊ゴセイジャー スペシャルDVD ガッチャ☆ミラクル!総集編!!（2010年、ゴセイナイトの声）
- 天装戦隊ゴセイジャーVSシンケンジャー エピックon銀幕（2011年、ゴセイナイトの声）
- ゴーカイジャー ゴセイジャー スーパー戦隊199ヒーロー大決戦（2011年、ゴセイナイトの声）
- 帰ってきた天装戦隊ゴセイジャー last epic（2011年、ゴセイナイトの声）
- 非公認戦隊アキバレンジャー シーズン痛（2013年、スマホモンガーの声、クニマスマホガニーの声）
- てれびくん超バトルDVD 仮面ライダーエグゼイド [裏技]仮面ライダーパラドクス（2017年、ハテナバグスターの声）
- 劇場版 ウルトラマンジード つなぐぜ! 願い!!（2018年、ギルバリスの声）

2020年代
- 仮面ライダーガッチャード（2023年 - 2024年、ナレーション、ガッチャードライバーシステム音声、ヴァルバラッシャーシステム音声、エルドラドライバーシステム音声、スマホーンの声、メカニッカニの声、レンキングロボの声、ガイアードの声）
- 仮面ライダーガッチャード ザ・フューチャー・デイブレイク（2024年、スマホーンの声、冥黒王の声）
- ホッパー1のはるやすみ（2025年、スマホーンの声、ナレーション）
- 仮面ライダーガッチャード GRADUATIONS（2025年、スマホーンの声、メカニッカニの声、レンキングロボの声、ガイアードの声）

### ラジオ
※はインターネット配信。
- テイルズリング（2004年、アニメイトTV※）
- 金色のコルダ〜放課後のエチュード〜（2005年、TBSラジオ、ランティスウェブラジオ※）
- テニスの王子様 オン・ザ・レイディオ（2005年、文化放送）
- 週刊少年ファング（2006年 - 2007年、文化放送・ラジオ関西）
- 少年陰陽師・彼方に放つ声をきけ〜略して孫ラジ（2006年 - 2008年、アニメイトTV※）
- お・り・が・みステーション〜悪の組織ラジオ（2006年、Webラジ※）
- テイルズリング・シンフォニア（2007年 - 2008年、アニメイトTV※）
- ラジオ・バンブーブレード〜文武両道!（2007年 - 2008年、音泉※）
- 小生意気!!（2008年 - 2009年、アニメイトTV※）
- ラジオ幻想水滸伝 集まれ! 108星!（2008年、KONAMI STATION※、音泉※）
- マクロスF〜ウラ・URAデカルチャー〜（2009年 - 2010年、声優アニメイト※）
- 潮風放送局〜みなとSTATIONらじお〜風間ファミリー編〜（2010年 - 2012年、公式ホームページ※）
- 文化学院presents 小西克幸・小川麻琴のぶんぶんシアター（2010年 - 2014年、文化放送）
- 小野坂・小西のO+K（2010年 - 2017年、アニメイトTV※）
- ヴァナTVラジオ（2011年 - 2012年、「ファイナルファンタジーXI」公式サイト※）
- 今日のあきらさん。明日のかつゆきさん。（2012年 - 2017年、声優アニメイト※→アニメイトTV※→アニメイトタイムズ※）
- ふせらじ!（2013年、音泉※）[471]
- ディーふらぐ!ラジオ製作部（仮）（2013年 - 2014年、音泉※）
- 監獄ラジオ学園（2015年、音泉※）
- &CAST!!!アワー 週刊テイルズの部屋（2020年 - 、&CAST!!!※・超!A&G+※）[472]

### CM・PV
- トランスフォーマー スーパーリンク玩具CM（ナレーション）
- スクウェア・エニックス ヤングガンガンTVCM（2007年 - 2008年、ナレーション）『バンブーブレード』放映期間中のみ
- 映画「COMET」予告編 CM（2015年、ナレーション[473]）
- KADOKAWA「腐男子社長」販売促進PV（2017年、腐男子社長）
- エメラルド CM（高野政宗[474]）
  - 2017年 夏の号（2017年）
  - 2018年 春の号（2018年）
  - 2019年 夏の号（2019年）
- ゲオ スーパーSALE（2018年、ナレーション [475]）
- 「けものみち」コミックス発売 CM（2019年、柴田源蔵[476]）
- TVアニメ「歌舞伎町シャーロック」PV・CM（2018 − 2020年、シャーロック・ホームズ[477]）
- 白泉社「ニラメッコ」第2巻発売記念PV（2022年、来海小太朗[478]）
- KADOKAWA「ゴゴゴゴーゴーゴースト」コミックスPV（2022年、正子[479]）
- メガハウス G.E.Mシリーズ 鬼滅の刃 宇髄天元 CM（2022年、宇髄天元[480]）
- ウエルシア店内CM（2022年、ナレーション [481]）
- 京都府福知山市アニメ「転生したら鬼退治を命じられました」TVCM（2022年、源頼光[482]）

### テレビ番組
※はインターネット配信。
- ニッポンアニメ100 あけおめ!声優大集合（2017年12月31日 - 2018年1月1日、NHK BSプレミアム）

### 映像商品
- 今日からマ王!シリーズ
  - 眞魔国でもバレンタイン!?
  - 眞魔国でもジューンブライド!?
- 金色のコルダシリーズ
  - 金色のコルダ primavera
  - 金色のコルダ primavera 2
  - 金色のコルダ primavera 3 grand finale
- ぐらんぶる Blu-ray＆DVD 第1〜4巻初回限定盤特典 この海が俺らを呼んでいる〜「ぐらんぶる」ワールドを体感せよ！〜
- 少年陰陽師 イベントDVD “孫”感謝祭〜風雅に響く詩を聴け〜
- テイルズ オブ フェスティバル 2008 + ビバ☆テイルズ オブ
- テイルズ オブ フェスティバル 2009 - 2013
- ネオロマンスシリーズ
  - ネオロマンス♥ライヴ2004 Summer
  - ネオロマンス♥ライヴ2005 Winter
  - ネオロマンス♥アラモード2
  - ネオロマンス♥フェスタ 金色のコルダ〜primo passo〜 星奏学院祭
  - ネオロマンス♥フェスタ 金色のコルダ 星奏学院祭2、3
- BLEACH SOUL SONIC 2006 夏祭
- ヘタリア Axis Powers まるかいて感謝祭
- ヘタリア Axis Powers まるかいて大感謝祭
- 水樹奈々7thアルバム『ULTIMATE DIAMOND』初回限定盤付属DVD『新宿コマ劇場座長公演「水樹奈々 大いに唄う」』（赤目の陣八）

### CD

#### ドラマCD
- アニメ店長（山登）
- アリアンロッド・サガ ファンブック Kind of Magic ボイスドラマ『裏目軍師は伊達じゃない』（ギィ）
- アーメン・ノワール ドラマCD（ソード）
- 浅見光彦シリーズ「後鳥羽伝説殺人事件」（野上）
- あつまれ!学園天国（大神疾風）
- 妖しのセレス ドラマアルバム 天女の歌声〜The Hevenly Voice〜（十夜）
- 今様天狗綺譚 BLACK BIRD（豊前）
- Weiß kreuz Dramatic Collection II ENDLESS RAIN（老人客B）
- ウルトラパニック（真坂圭吾）
- AR 〜another epilogue〜（手代木臣）
- 永遠の野原（石田太）
- EREMENTAR GERAD ドラマCD第2巻（ヴォルクス・ハウンド）
- オトダマ -音霊-（永妻恭秀）
- お兄ちゃんと一緒（宮下武）
- 怪異いかさま博覧亭（杉忠）
- 海賊と人魚（イクタ）
- ドラマ 宮沢賢治名作選集4 「風の又三郎」（先生）
- KAMUI〜カムイ〜（シキ）
- KIRAI（マコト）
- 宮廷神官物語〜（景曹鉄）
- 今日からマ王! シリーズ（渋谷勝利）
- 金色のコルダ シリーズ（王崎信武）
  - 金色のコルダ3 シリーズ（如月律）
- 銀河ロイドコスモX IN ヒーロークロスライン ドラマCD（ダイモン）
- 禁断☆放課後の恋人2〜先生と、ふたりきり〜（神楽坂真尋）
- クローバーの国のアリス 〜Wonderful Wonder World〜 ドラマCD 第1 - 3巻（ブラッド＝デュプレ）
- 幻想水滸伝 シリーズ（ビクトール）
  - ドラマCD 幻想水滸伝 Vol.1・2
  - ドラマCD 幻想水滸伝II
- 戀々 シリーズ（文月）
  - 戀々 三ノ巻
  - 戀々 第二幕 現鑑〜いまかがみ〜 四ノ巻[483]
- 紅炎のソレンティア（スタン・バイラー）
- 高校デビュー（田村史也）
- 鋼鉄の都市と十三月の旅人 ダイヤモンド・スカイ（カイエン）※小説初回限定版付属CD
- 最終神話戦争イデアオペラ シリーズ（プロメテウス）
  - 最終神話戦争イデアオペラ オリジナルドラマCD 第1章 罅割れたミュトス
  - 最終神話戦争イデアオペラ オリジナルドラマCD 第2章 彷徨う冥界の扉
  - 最終神話戦争イデアオペラ オリジナルドラマCD 第3章 輝ける悠遠の女神
- ザ・キング・オブ・ファイターズシリーズ（マキシマ）
  - THE KING OF FIGHTERS '99 ドラマCD
  - THE KING OF FIGHTERS 2000 ドラマCD
  - KOF:Mid Summer Struggle
- サルーテ! 〜フロワ王女と海賊ルッシュ〜（ナリス）
- 三国志LOVERS ドラマCD2 魏編（曹操）
- GP学園生徒会執行部シリーズ（熊葛春稀）
- 死神姫の再婚 Drama CD Vol.1（トレイス）
- シネマティックサウンドドラマ SAMURAI DEEPER KYO 〜陰陽殿の扉篇〜（鬼眼の狂 / 壬生京四郎）
  - 第一話・「悪魔の眼」
  - 第二話・「氷炎の侍」
  - 第三話・「麒麟天翔」
- コミックイメージアルバム シャーマンキング（阿弥陀丸）
- ドラマCD 修学旅行ナイショの恋（新堂一）
- 12人の優しい殺し屋 Fate：Topaz（対馬剣司）
- 少年陰陽師シリーズ（紅蓮）
- 私立クレアール学園 生徒会事件簿〜忘却の会長〜（袴田直）
- スイス時計の謎（高山不二雄）
- スターオーシャンEX 第3巻（アニア）
- SKET DANCE（武光振蔵）
- STRANGE+ THE DRAMA CD2「DEEP SEEKER」（米良）
- セキレイ サウンドステージ01（瀬尾香）
- 7SEEDS（麻井蝉丸）
- 戦国武友伝 肆の巻 〜信長秘帖〜（浅井長政）
- 戦う!セバスチャン（デイビッド）
- それゆけ!宇宙戦艦ヤマモト・ヨーコ Action-1（司会）
- 超♡モテ期 〜わたし、どうしたらいい?〜 ホスト編
- DIABOLIK LOVERS シリーズ（逆巻レイジ）
  - DIABOLIK LOVERS ドS吸血CD Vol.5 レイジ
  - DIABOLIK LOVERS Blood & LoveSweet
  - DIABOLIK LOVERS ドS吸血CD VERSUS3 カナトVSレイジ
  - DIABOLIK LOVERS ドS吸血CD MORE,BLOOD Vol.10 レイジ[484]
  - DIABOLIK LOVERS ドS吸血CD VERSUSII Vol.2 シュウVSレイジ[485]
  - DIABOLIK LOVERS DARK FATE Vol.2 上弦の章[486]
  - DIABOLIK LOVERS ドS吸血CD BLOODY BOUQUET Vol.6 レイジ[487]
  - DIABOLIK LOVERS ドS吸血CD VERSUSIII Vol.4 レイジVSルキ[488]
  - DIABOLIK LOVERS LOST EDEN Vol.1 逆巻編[489]
  - DIABOLIK LOVERS CHAOS LINEAGE Vol.1 SCARLET
  - DIABOLIK LOVERS Para-Selene Vol.7 レイジ
  - DIABOLIK LOVERS ドS吸血CD VERSUSⅣ Vol.4 レイジVSアズサ
  - DIABOLIK LOVERS ZERO Floor.8 レイジ
- ディーふらぐ!（風間堅次）
- テガミバチ（ラルゴ・ロイド）
- Death&Angel（ディス）
- DRUG-ON（ジャック）
- ナデプロ!!（人見克也）
- テレビアニメ「破天荒遊戯」ドラマCD 第1巻 断罪の緋き花よ咲け（ブラセリー・イザアヤ、理事長）
- PandoraHearts（ギルバート＝ナイトレイ〈大〉）
- バンブーブレード ドラマCD 紅盤・白盤（石田虎侍）
- 半分の月がのぼる空 looking up at the half-moon（夏目吾郎）
- ひまわり（雨宮銀河）
- ピューと吹く!ジャガー ジャガージュン市のオールナイト昼（ハマー〈浜渡浩満〉）
- ファイアーエムブレム0 愛と絆のスペシャルトークCD（ランド）
- FOOKIES シリーズ（七）
- 腐女子っス!（山田和明）
- ヘタリア（アメリカ、前編の語り）
- ベリーベリー（近江歌丸）
- ボクたちオトコの娘 シリーズ（藤代隆一）
  - ボクたちオトコの娘 〜アイドルデビュー編〜
  - ボクたちオトコの娘 〜ドキドキ☆サマーハプニング編〜
  - ボクたちオトコの娘 〜まさかの!ス・キャ・ン・ダ・ル編〜
  - ボクたちオトコの娘〜ハートがハラハラ★小悪魔ちゃん登場 編〜
- 真夏の夜の夢（ヒポリタ）
- まほう×少年×Days!!!!! 第1巻（ダイチ[490]）
- みやびうた 〜雅恋歌〜 菊華の恋（鳥羽院[491]）
- ミュウツーの誕生（研究員A）
- 女神異聞録デビルサバイバー（神谷詠司〈ジン〉）
- メモオフ演劇部第3回 たるたるクエスト（ナレーション）
- 麺クイ! -擬人化ら〜めん 恋の争・奪・戦-（トンコツ）
- 再現戯曲CDシリーズ(1)モスラ'61（若手記者1）
- もふもふっ!（ラジエル）
- ユア・メモリーズオフ〜Girl's Style〜 ドラマCD Road of the Your 完全盤（くーた）
- 勇者王ガオガイガーシリーズ（ボルフォッグ）
  - スペシャルドラマ2 〜ロボット闇酷冒険記〜
  - スペシャルドラマ3 〜最強勇者美女軍団〜
- LOVELESSシリーズ（我妻草灯）
- リバース/エンド（キキョウ）
- ワールドエンブリオ（ジョー〈霧島譲〉）※コミックス第10・11巻ドラマCD付き特装版[492]
- わるもの（笑）シリーズ 渡る世間は鬼だらけ編（青鬼）

#### BLCD
- 愛される人へ告ぐ（相川真弘）
- 愛され過ぎて孤独（朝川大樹）
  - 愛し過ぎた至福
- 開いてるドアから失礼しますよ（有川）
- 愛の深さは膝くらい（石倉正規）
  - 愛くらいちゃんと
- 愛の夜明けを待て！（志波史仁）
- 愛は薔薇色のキス（九曜雅司）
- 主のおおせのままに（浅水）
- いつかじゃない… シリーズ（興津基継）
  - いつかじゃない明日のために/side直哉
  - いつかじゃない明日のために/side基継
- …ヴァージンラブ。（大郷幹壽）
- 嘘つきは恋をする（広樹）
- ウチの探偵知りませんか?（龍之介）
- 海 シリーズ（中河原大智）
  - 目を閉じればいつかの海
  - 手を伸ばせばはるかな海
  - 耳をすませばかすかな海
- 永遠の七月（橘俊一）
- エス シリーズ（宗近奎吾）
  - エス
  - エス -咬痕-
  - エス -裂罅-
  - デコイ 囮鳥
- エスコート シリーズ（榎本和佐）
  - エスコート
  - ディール
- 王子さまLv1（ロイ）
- 王子と小鳥(ハーリド)
- 大奥（水野）
- 鍵のかたち（有賀雅人）
  - 鍵のありか
- 学園ヘヴン シリーズ（丹羽哲也）
  - 学園ヘヴン〜未来は君のもの〜
  - 学園ヘヴン2〜無敵の3年生〜
  - 学園ヘヴン2〜強気な2年生〜
  - 学園ヘヴン2〜Welcome to HEAVEN!〜
  - 学園ヘヴン ヴォーカルアルバム〜SONG! MVP〜
  - 学園ヘヴン マキシシングル〜SWEET CANDY〜
  - 学園ヘヴン マキシシングル〜BITTER CHOCOLATE〜
  - 学園ヘヴン3〜Happy☆パラダイス〜
- カジノ・リリィ（梶乃勝二）
- 金さえあれば!（海藤孝太郎）
- カフェラテ・ラプソディ（白石）
- 彼氏 シリーズ（樹）
  - 彼氏いりませんか?
  - 彼氏のひみつ
- KEEP OUT（各務）
- 桔梗庵の花盗人と貴族（千葉重貴）
- 君知るや運命の恋 (日高眞一郎)
- 鬼絆(きずな)  KIZUNA 彼方なる陽を求めて（平井昌）
- KiKKa5周年記念 SPiN OFF 「蜜と十字架」（ユング）
- きみがいなけりゃ息もできない シリーズ (東海林達彦) 
  - きみがいなけりゃ息もできない
  - きみがいなけりゃ息もできない 2 きみがいるなら世界の果てでも
  - きみがいなけりゃ陽も昇らない
- 兄弟限定! BROTHER×BROTHER（白川雅東）
  - 兄弟限定!2 BROTHER×BROTHER
- 黒豹の騎士〜美しき提督の誘惑〜（アーロン）
- 獣たちの…妄執。（大郷幹壽）
- 恋からシリーズ 3 恋の大さわぎ(高木)
- 氷の魔物の物語（ヴィルト）
- SASRA 1、4（墨田剛将）
- 三百年の恋の果て（秀誠）
- シナプスの柩 I・II（樋口洋一郎）
- GP学園生徒会執行部シリーズ（熊葛春稀）
- 週末の部屋で（有賀雅人）
- デリバリーホストシリーズ  (京也)
  - デリバリーホストシリーズ 1 ホストなあいつ
  - デリバリーホストシリーズ 2 秘書は艶然とうそをつく
  - 真夜中の部屋で
- 情熱 シリーズ（黒澤遥、組員）
  - ひそやかな情熱
  - 情熱のゆくえ ひそやかな情熱2
  - 情熱の飛沫（しずく）ひそやかな情熱3
  - 情熱の結晶 ひそやかな情熱4
  - ひそやかな情熱 番外編 2 艶恋
  - ひそやかな情熱 番外編 艶悪
- 少年花嫁 シリーズ（鏡野綾人）
  - 少年花嫁
  - 星と桜の祭り〜少年花嫁2〜
  - 炎と鏡の宴〜少年花嫁3〜
  - 剣と水の舞い〜少年花嫁4〜
  - 花と香木の宵〜少年花嫁5〜
- 新宿退屈男〜欲望の法則〜（碑文谷総次郎）
- 清澗寺家シリーズ（深沢直巳）
  - 夜ごと蜜は滴りて
  - せつなさは夜の媚薬
  - 終わりなき夜の果て
- 是-ZE- 6 FINAL（三刀力一）
- 専制君主のワガママ ぼくのプロローグ2（中尾怜司）
- 世界一初恋 シリーズ（高野政宗）
- 世界が終わるまできみと（高宮信英〈父〉）
- 世界は二人のために（堀江武寛）
- SEXY EFFECT 96 シリーズ（桐埜幸四郎）
  - SEXY EFFECT 96
  - SEXY EFFECT 96 2 HOT STYLE
  - SEXY EFFECT 96 3 LOVE SEXUAL
- 千年経っても愛してる シリーズ（一ノ神創徳）
  - 艶悪 ひそやかな情熱番外編
- 世界は恋で満ちている（和倉真牙）
- その手の熱を重ねて（渚天景）
- その指だけが知っている4 両手に君の告白を(架月祥平)
- 空に響くは竜の歌声（フェイワン〈成長後〉）
- タナトスの双子 シリーズ（マクシム・ヴァジリエヴィチ・ラジオノフ）
  - タナトスの双子1912
  - タナトスの双子1917
- 挑発トラップ（芹沢一志）
- 沈黙の狼（月島竜司）
- 徒然（恩田寛斗）
- 天使×密造（小田切修剛）
- 東京ミッドナイト2 東京ディープナイト（朝比奈優也）
- 東山道転墜異聞（立見郡司）
- 独裁者の恋（サイモン・ロイド）
- トラブルメイカー 1・2（榊慎二）
- 啼けない鳥（森崎）
- 主のおおせのままにシリーズ(浅水)
  - 主のおおせのままに／接吻禁断症状中
  - 主のおおせのままに／是-ZE-
- ねじれたEDGE（鴻島斎）
- 背徳のラブシック（鳥海伸弥）
- HANON (高坂均)
- 遥山の恋（橘貴哉）
- ひそやかな微熱（佐川真彦）
- 不夜城のダンディズム（坂加井崇宏）
- プリティ・ベイビィズ（秋守）
- FLESH&BLOOD 1 - 9（ナイジェル）
- 法医学者と刑事の相性（江夏孝美）
  - 法医学者と刑事の本音 法医学者と刑事の相性2
- 本気じゃねぇから（暮嶋英二）
- マンガ家 シリーズ（東海林達彦）
  - きみがいなけりゃ息もできない
  - きみがいるなら世界の果てでも
- 満開ダーリン（藤森春彦）
- みづいろとぴんく、それからだいだい。(北上貴也)
- 水に眠る恋
- 淫らなセクシーリーマンズ（義岡力）
  - 乱れるセクシー・リーマンズ
- 淫らな シリーズ（高円寺久茂）
  - 淫らな罠に堕とされて
  - 淫らなキスに乱されて
  - 淫らな躰に酔わされて
- 蜜と十字架（ユング）
- ミルククラウンのためいき（東埜義一）
- メールボーイ シリーズ（関口純太）
  - メールボーイ
  - メールボーイ2 前途は多難
- 指先の恋（那珂川時）
- ラブ★パニ 恋愛警報☆パニック注意報(穂積暁生)
- LOVE MODE5（天雪＝鹿島晴臣の少年期）
- リピート・アフター・ミー?（シリル・ベルトレ）
- 竜の遺言（萌葱〈若い頃〉）
- 両手に君の告白を（架月祥平）
- 恋愛操作シリーズ （奥村喬）
  - 恋愛操作1・2・3・4
  - 恋愛操作 LOVER'S CHAIR
- 我らの水はどこにある（仙頭竜彦）
- 君知るや運命の恋（日高真一郎）

#### ラジオ・トーク、朗読CD
- うずらっぱ 朗読CD 「山月記」
- お仕事男子 vol.3 職業 美容師
- お仕事男子 vol.4 職業 警官
- オ・ト・ナ限定 看病CD Kartel 1（年上キャラ）
- 金色のコルダ ラジオCD 第1楽章 - 第3楽章 パーソナリティ：こにやま30's（小西克幸&谷山紀章）
- 月刊男前図鑑 従者編 黒盤（秘書）
- 12人の優しい殺し屋「INTRODUCTION」（対馬剣司）
- 少年陰陽師・彼方に放つ声をきけ〜略して孫ラジ（甲斐田ゆき&小西克幸）
- 戦国武将物語〜豪傑編〜（第三話「本多忠勝物語」）
- 戦国武将物語外伝〜14の知将&豪傑物語〜（本多忠勝物語外伝「殿と一戦つかまつります」）
- 続・ふしぎ工房症候群 EPISODE.2
- でぃあーず せかいのものがたり〜青の本〜（第三話『悪口は水に流して』）
- でぃあーず せかいのものがたり〜夢の本〜（第五話『王様と騎士』）
- 天部衆に癒されCD 第弐巻〜守護神 迦楼羅王編〜（迦楼羅王編[493]）
- 咎狗の血 True Blood DJCD「狗ラジ TB-SHOW」
- 幕末志士物語〜薩摩・長州編〜（「西郷隆盛物語」）
- 幕末志士物語外伝〜14の新選組&薩摩・長州編〜（「西郷隆盛物語外伝」）
- ウェブラジオ モモっとトーク・パーフェクトCD8 MOMOTTO TALK CD 小西克幸盤（川田紳司&小西克幸）

### オーディオドラマ
- オーディオシネマ iシリーズ 琴音のメロディーカード[494]（2015年、須藤智久[495]）
- ボイスドラマ SSSS.GRIDMAN（2018年、マックス）
- ボイスドラマ 夜桜さんちの大作戦（2021年、夜桜凶一郎）
- ありふれた職業で世界最強 ボイスドラマ（2022年、フリード・バグアー）

### 携帯コンテンツ
- あやかし秘密の生徒会（龍崎京）
- 12人の優しい殺し屋（対馬剣司）
- 幕末新撰組恋浪漫's（土方歳三）

### パチンコ・パチスロ
- CR戦国双天絵巻 華恋姫伝（明智光秀）
- CR武神烈伝（明智光秀）
- CR天下烈伝（明智光秀）
- CR真・北斗無双（ケンシロウ）
- パチスロ ろくでなしBLUES（沢村米示）

### 玩具
- 仮面ライダーガッチャード 変身ベルト DXガッチャードライバー（2023年9月）
- 仮面ライダーガッチャード DXガッチャージガン（2023年9月）
- 仮面ライダーガッチャード DXヴァルバラッシャー（2023年9月）
- 仮面ライダーガッチャード DXケミーライザー（2023年10月）
- 仮面ライダーガッチャード DXガッチャートルネード（2023年10月）
- 仮面ライダーガッチャード DXケミースマホーン（2023年10月）
- 仮面ライダーガッチャード DXケミーライザー 黒鋼スパナver.（2023年11月）
- 仮面ライダーガッチャード DXエクスガッチャリバー（2023年11月）
- 仮面ライダーガッチャード DXガッチャーイグナイター（2023年12月）
- 仮面ライダーガッチャード DXアルケミスドライバーユニット（2024年4月）
- 仮面ライダーガッチャード DXガッチャードライバーデイブレイクVer.（2024年12月）
- 仮面ライダーガッチャード DXエルドラドライバー（2025年1月）
- 仮面ライダーガッチャード DXヴァルバラドライバー黒鋼ユニット（2025年2月）
- 仮面ライダーガッチャード DXマジェスティードライバーユニット（2025年2月）
- 仮面ライダーガッチャード PREMIUM DX メモリアルガッチャーイグナイター（2026年3月）

### その他コンテンツ
- ゲゲゲの鬼太郎 妖怪JAPANラリー3D（ドラキュラ三世）
- Kiramune Presents リーディングライブ『悪魔のリドル〜escape 6〜』（2013年、信楽椿）[496]
- 尚古集成館 島津斉彬と私（島津斉彬）
- いづれ神話の放課後戦争 朗読試し聞き（2016年）[497]
- GETUP! GETLIVE!（2019年、唐木田七緒[498]）
- ネット流行語100 表彰式 司会（2020年 - ）
- 声優 小西克幸の福知山鬼ガイド（ナビゲーター＆音声ガイド[499]）

## ディスコグラフィ

### キャラクターソング
| 発売日   | 商品名                                                                       | 歌 | 楽曲                                                                                   | 備考                                                       |
| 2000年   | 2000年                                                                       | 2000年 | 2000年                                                                                 | 2000年                                                     |
| -------- | ---------------------------------------------------------------------------- | --- | -------------------------------------------------------------------------------------- | ---------------------------------------------------------- |
| 3月23日  | 地球防衛企業ダイ・ガード オリジナルサウンドトラック2                         | 広報2課オールスターズ | 「この街」                                                                             | テレビアニメ『地球防衛企業ダイ・ガード』挿入歌             |
| 2002年   |                                                                              | |                                                                                        |                                                            |
| 12月25日 | 「SAMURAI DEEPER KYO」Vocal Album 狂奏歌                                     | 鬼眼の狂（小西克幸） | 「孤乱」                                                                               | テレビアニメ『SAMURAI DEEPER KYO』関連曲                   |
| 12月25日 | 「SAMURAI DEEPER KYO」Vocal Album 狂奏歌                                     | 壬生京四郎（小西克幸） | 「祈念」                                                                               | テレビアニメ『SAMURAI DEEPER KYO』関連曲                   |
| 2004年   |                                                                              | |                                                                                        |                                                            |
| 2月10日  | ピューと吹く!ジャガー ドラマCD                                               | ハマー（小西克幸） | 「なんかのさなぎ」                                                                     | ドラマCD『ピューと吹く!ジャガー』関連曲                    |
| 2月21日  | ヴォーカル集 金色のコルダ 〜espressivo〜                                     | 王崎信武（小西克幸） | 「L'armonia 〜君がくれたもの〜」                                                       | ゲーム『金色のコルダ』関連曲                               |
| 8月25日  | 金色のコルダ Fantasmagoria                                                   | 王崎信武（小西克幸） | 「Brightly 〜輝きのなかで〜」                                                          | ゲーム『金色のコルダ』関連曲                               |
| 8月25日  | 学園ヘヴン ヴォーカルアルバム 〜SONG！ MVP〜                                 | 丹羽哲也（小西克幸） | 「俺にまかせろ」                                                                       | テレビアニメ『学園ヘヴン』関連曲                           |
| 2005年   |                                                                              | |                                                                                        |                                                            |
| 3月24日  | THE BEST OF RIVAL PLAYERS XXIII Takahisa Kajimoto                            | 梶本貴久（小西克幸） | 「OVER」                                                                               | テレビアニメ『テニスの王子様』関連曲                       |
| 7月6日   | 幕末恋華・新選組 ドラマCD 〜壬生狼という華〜                                 | 山南敬助（小西克幸） | 「夢に華」                                                                             | ドラマCD『幕末恋華 新選組』関連曲                          |
| 10月19日 | ヴォーカル & 演奏曲集 金色のコルダ 〜espressivo 2〜                          | 月森蓮（谷山紀章）、王崎信武（小西克幸） | 「VIBRATO 〜the way you are〜」                                                        | ゲーム『金色のコルダ』関連曲                               |
| 10月19日 | ヴォーカル & 演奏曲集 金色のコルダ 〜espressivo 2〜                          | 月森蓮（谷山紀章）、土浦梁太郎（伊藤健太郎）、志水桂一（福山潤）、火原和樹（森田成一）、柚木梓馬（岸尾だいすけ）、金澤紘人（石川英郎）、王崎信武（小西克幸） | 「Overture -序曲-」                                                                    | ゲーム『金色のコルダ』関連曲                               |
| 2006年   |                                                                              | |                                                                                        |                                                            |
| 2月22日  | 金色のコルダ divertimento                                                    | 冬海笙子（佐藤朱）、天羽菜美（増田ゆき）、金澤紘人（石川英郎）、王崎信武（小西克幸） | 「FINE DAYS 〜明日は晴れ! 〜」                                                         | ゲーム『金色のコルダ』関連曲                               |
| 6月8日   | 転生八犬士封魔録 オリジナルサウンドトラック                                  | 塚野昂（小西克幸） | 「守るべき全て」                                                                       | ゲーム『転生八犬士封魔録』エンディングテーマ               |
| 9月8日   | LOVELESS VOCAL ALBUM                                                         | 我妻草灯（小西克幸） | 「愛しい人よ」                                                                         | テレビアニメ『LOVELESS』関連曲                             |
| 9月8日   | LOVELESS VOCAL ALBUM                                                         | 青柳立夏（皆川純子）、我妻草灯（小西克幸） | 「ENTRUST」                                                                            | テレビアニメ『LOVELESS』関連曲                             |
| 12月22日 | 水の旋律2 〜緋の記憶〜 キャラクターソング Flame Series III                   | 遮那（小西克幸）、柏木好春（下野紘） | 「Alone」                                                                              | ゲーム『水の旋律2』関連曲                                  |
| 12月22日 | 水の旋律2 〜緋の記憶〜 キャラクターソング Flame Series III                   | 遮那（小西克幸） | 「Alone」                                                                              | ゲーム『水の旋律2』関連曲                                  |
| 2007年   |                                                                              | |                                                                                        |                                                            |
| 2月23日  | 少年陰陽師 キャラクターソング 「風雅に響く詩を聴け」 夏                      | 紅蓮（小西克幸） | 「焔心」                                                                               | テレビアニメ『少年陰陽師』関連曲                           |
| 3月21日  | 少年陰陽師 キャラクターソング「風雅に響く詩を聴け」秋                        | 紅蓮（小西克幸） | 「誓い」                                                                               | テレビアニメ『少年陰陽師』関連曲                           |
| 5月25日  | 「Love☆Drops」 キャラクターソングCD vol.3 Hugo＆Kanade                       | 真柴奏（小西克幸） | 「暁月夜」                                                                             | ゲーム『Love☆Drops』関連曲                                 |
| 7月4日   | 金色のコルダ2 〜felice〜                                                     | 王崎信武（小西克幸） | 「Liebe 〜親愛なる君に〜」                                                             | ゲーム『金色のコルダ2』関連曲                              |
| 7月6日   | 「少年陰陽師」キャラクターソング 花鳥風月 〜残月〜                           | 安倍昌浩 （甲斐田ゆき）、紅蓮（小西克幸） | 「緋色の大河」                                                                         | テレビアニメ『少年陰陽師』関連曲                           |
| 7月25日  | 今日からマ王! キャラクターソングアルバム みんなのうた                        | 渋谷勝利（小西克幸） | 「遥かなる旅（Time river）」                                                           | テレビアニメ『今日からマ王!』関連曲                        |
| 7月25日  | 今日からマ王! キャラクターソングアルバム みんなのうた                        | ウェラー卿コンラート（森川智之）、フォンビーレフェルト卿ヴォルフラム（斎賀みつき）、フォンヴォルテール卿グウェンダル（大塚明夫）、フォンクライスト卿ギュンター（井上和彦）、フォンカーベルニコフ卿アニシナ（高山みなみ）、村田健（宮田幸季）、フォンシュピッツヴェーグ卿ツェツィーリエ（勝生真沙子）、グリエ・ヨザック（竹田雅則）、渋谷有利（櫻井孝宏）、渋谷勝利（小西克幸） | 「約束」                                                                               | テレビアニメ『今日からマ王!』関連曲                        |
| 8月22日  | 金色のコルダ〜primo passo〜ヴォーカル・コレクション                          | 王崎信武（小西克幸） | 「はるかな空へ」                                                                       | ゲーム『金色のコルダ』関連曲                               |
| 8月22日  | 金色のコルダ〜primo passo〜ヴォーカル・コレクション                          | 月森蓮（谷山紀章）、土浦梁太郎（伊藤健太郎）、志水桂一（福山潤）、火原和樹（森田成一）、柚木梓馬（岸尾だいすけ）、金澤紘人（石川英郎）、王崎信武（小西克幸） | 「君に捧げるHarmony」                                                                  | ゲーム『金色のコルダ』関連曲                               |
| 8月22日  | 神曲奏界ポリフォニカ キャラクターソングアルバム Meta-morphose                | サイキ・レンバルト（小西克幸） | 「REAL」                                                                               | テレビアニメ『神曲奏界ポリフォニカ』関連曲                 |
| 10月3日  | 天元突破グレンラガン BEST SOUND                                              | シモン (柿原徹也) 、カミナ (小西克幸) | 「BREAK THROUGH THE DREAM」                                                            | テレビアニメ『天元突破グレンラガン』関連曲                 |
| 10月24日 | ナデプロ!! キャラソン!?シリーズ 〜南雲&甲斐&人見編〜                         | 人見克也（小西克幸） | 「LADY OF LEGEND〜伝説の君へ…〜」                                                      | ドラマCD『ナデプロ!!』関連曲                               |
| 12月5日  | ネオロマンス・トリリオン wonder winter                                       | 加地葵（宮野真守）、王崎信武（小西克幸） | 「DECEMBER DREAM」                                                                     | ゲーム『金色のコルダ』関連曲                               |
| 12月19日 | 金色のコルダ2 〜gloria〜                                                     | 志水桂一（福山潤）、火原和樹（森田成一）、柚木梓馬（岸尾だいすけ）、金澤紘人（石川英郎）、王崎信武（小西克幸） | 「Hallelujah -ハレルヤ-」                                                              | ゲーム『金色のコルダ2』関連曲                              |
| 12月21日 | ナデプロ!!キャラソン!?シリーズVol.3 Phrases 〜Labyrinth（人見＆櫻小路）編〜  | KATSUYA［人見克也（小西克幸）］ | 「滅ビノ約束」                                                                         | ドラマCD『ナデプロ！』関連曲                               |
| 2008年   |                                                                              | |                                                                                        |                                                            |
| 4月23日  | 今日からマ王! キャラクターソングシリーズvol.6 渋谷勝利                       | 渋谷勝利（小西克幸） | 「HOME PLANET.」 「窓枠の世界」                                                        | テレビアニメ『今日からマ王！』関連曲                       |
| 4月23日  | 金色のコルダ2 〜felice2〜                                                    | 王崎信武（小西克幸） | 「After The Rain」                                                                     | ゲーム『2金色のコルダ2』関連曲                             |
| 6月25日  | ユア・メモリーズオフ〜Girl’s Style〜キャラクタードラソンシリーズvol.2 くーた | くーた（小西克幸） | 「Wish」                                                                               | ゲーム『ユア・メモリーズオフ〜Girl’s Style』関連曲         |
| 8月27日  | モノクローム・ファクター キャラクターソング Factor4 洸                       | 洸（小西克幸） | 「Dive」                                                                               | テレビアニメ『モノクローム・ファクター』関連曲             |
| 2009年   |                                                                              | |                                                                                        |                                                            |
| 1月7日   | モノクローム・ファクター PERFECT VOCAL COLLECTION                            | 白銀（諏訪部順一）、洸（小西克幸） | 「覚醒〜dark&light〜」                                                                 | テレビアニメ『モノクローム・ファクター』エンディングテーマ |
| 1月7日   | モノクローム・ファクター PERFECT VOCAL COLLECTION                            | 洸（小西克幸） | 「覚醒〜dark&light〜」                                                                 | テレビアニメ『モノクローム・ファクター』関連曲             |
| 5月27日  | 「神曲奏界ポリフォニカ クリムゾンS」キャラクターソング Vol.1                 | サイキ・レンバルト（小西克幸） | 「証 -akashi-」                                                                        | テレビアニメ『神曲奏界ポリフォニカ』関連曲                 |
| 6月3日   | 娘ドラ◎ドラ3                                                                 | オズマ・リー（小西克幸）、キャサリン・グラス（小林沙苗）、ボビー・マルゴ（三宅健太） | 「突撃ラブハート（超時空デュエット）」                                                 | テレビアニメ『マクロスF』関連曲                            |
| 8月12日  | 金色のコルダ 〜secondo passo〜 Tears                                         | 王崎信武（小西克幸） | 「My word 〜約束〜」                                                                   | ゲーム『金色のコルダ』関連曲                               |
| 10月29日 | ナデプロ!! 〜キサマも声優やってみろ！〜 限定版特典CD                         | 人見克也（小西克幸）、南雲健太（野島健児）、甲斐由直（甲斐田ゆき） | 「precious world 〜トビラの向こうへ〜」                                                | ゲーム『ナデプロ!! 〜キサマも声優やってみろ！〜』主題歌    |
| 11月25日 | ヘタリア キャラクターCD Vol.6 アメリカ                                       | アメリカ（小西克幸） | 「W・D・C〜World Dancing〜」 「HAMBURGER STREET」                                      | Webアニメ『Axis powers ヘタリア』関連曲                    |
| 2010年   |                                                                              | |                                                                                        |                                                            |
| 2月24日  | BLEACH BREATHLESS COLLECTION：05 檜佐木修兵 with 風死                        | 檜佐木修兵（小西克幸） | 「MISS」                                                                               | テレビアニメ『BLEACH』関連曲                               |
| 2月24日  | BLEACH BREATHLESS COLLECTION：05 檜佐木修兵 with 風死                        | 檜佐木修兵（小西克幸）、風死（谷山紀章） | 「KILL」                                                                               | テレビアニメ『BLEACH』関連曲                               |
| 3月24日  | 金色のコルダ３ 〜熱き心の調べよ〜                                            | 如月律（小西克幸） | 「夢の軌跡」                                                                           | ゲーム『金色のコルダ3』関連曲                              |
| 3月24日  | 金色のコルダ３ 〜熱き心の調べよ〜                                            | 如月響也（福山潤）、如月律（小西克幸）、榊大地（内田夕夜）、水嶋悠（水橋かおり） | 「BLUE SKY BLUE」                                                                      | ゲーム『金色のコルダ3』関連曲                              |
| 3月24日  | 金色のコルダ３ 〜熱き心の調べよ〜                                            | 如月響也（福山潤）、如月律（小西克幸）、榊大地（内田夕夜）、水嶋悠（水橋かおり）、八木沢雪広 （伊藤健太郎）、火積司郎（森田成一）、水嶋新（岸尾だいすけ）、東金千秋（谷山紀章）、土岐蓬生（石川英郎）、冥加玲士（日野聡）、天宮静（宮野真守）、七海宗介（増田ゆき） | 「BLUE SKY BLUE」                                                                      | ゲーム『金色のコルダ3』関連曲                              |
| 6月9日   | WA!輪!!ワールド音頭                                                          | ワールド8 | 「WA!輪!!ワールド音頭」                                                                | Webアニメ『Axis powers ヘタリア』関連曲                    |
| 9月15日  | 金色のコルダ３ 〜旋律は深く甘美く〜                                          | 如月律（小西克幸）、榊大地（内田夕夜） | 「Silver Lining」                                                                      | ゲーム『金色のコルダ3』関連曲                              |
| 11月24日 | 「ヘタリア Ｗorld Series」 サウンドワールド                                  | 連合 | 「We Wish You a Merry Christmas（連合が歌うよ♪バージョン）」                           | Webアニメ『Axis powers ヘタリア』関連曲                    |
| 12月15日 | ブリコン 〜BLEACH CONCEPT COVERS〜                                           | 東仙要（森川智之）、檜佐木修兵（小西克幸） | 「サンキュー!!」                                                                       | テレビアニメ『BLEACH』関連曲                               |
| 2011年   |                                                                              | |                                                                                        |                                                            |
| 3月30日  | PSP「学園ヘタリア Portable」OP/ED                                            | 連合 | 「ゆないてっどねーしょんずすたー☆」                                                    | ゲーム『学園ヘタリア Portable』主題歌                      |
| 10月12日 | 戦国無双ばらえてぃCD                                                         | 前田利家（小西克幸） | 「我武者羅（がむしゃら）」                                                             | ゲーム『戦国無双』関連曲                                   |
| 10月26日 | ぬらりひょんの孫 〜千年魔京〜 Character CD Series 花開院竜二 / 花開院秋房    | 花開院竜二（小西克幸） | 「Integrity」                                                                          | テレビアニメ『ぬらりひょんの孫』関連曲                     |
| 2012年   |                                                                              | |                                                                                        |                                                            |
| 9月19日  | ZOOっと、ね♪                                                                 | 常勤パンダ（小西克幸） | 「ZOOっと、ね♪」                                                                       | テレビアニメ『しろくまカフェ』エンディングテーマ           |
| 9月19日  | ZOOっと、ね♪                                                                 | 常勤パンダ（小西克幸） | 「しろくまカフェ〜常勤パンダ〜」                                                       | テレビアニメ『しろくまカフェ』関連曲                       |
| 9月26日  | 「ヘタリア Axis Powers」 まるかいてベスト                                    | アメリカ（小西克幸） | 「まるかいて地球 アメリカver.」                                                        | Webアニメ『Axis powers ヘタリア』関連曲                    |
| 9月26日  | 「ヘタリア Axis Powers」DIGITAL SINGLE THE BEST ぷらす α                     | カナダ（小西克幸） with クマ二郎（岩村愛子） | 「カナダまるごと紹介記」                                                               | Webアニメ『Axis powers ヘタリア』関連曲                    |
| 2013年   |                                                                              | |                                                                                        |                                                            |
| 1月30日  | 「ヘタリア World Series」 はたふってベスト                                   | アメリカ（小西克幸） | 「はたふってパレード アメリカver.」                                                    | Webアニメ『Axis powers ヘタリア』関連曲                    |
| 3月27日  | 金色のコルダ３ 〜恋慕（こい）の歓喜（ハピネス）〜                            | 如月律（小西克幸） | 「2nd STAGE」                                                                          | ゲーム『金色のコルダ3』関連曲                              |
| 7月24日  | ヘタリア キャラクターCD Ⅱ Vol.6 アメリカ                                     | アメリカ（小西克幸） | 「I'm your HERO☆」 「C.B.C. (Cowboyz Boot Camp) Vol.1」                                | Webアニメ『Axis powers ヘタリア』関連曲                    |
| 8月14日  | イナズマオールスターズ×TPKキャラクターソングアルバム「感動共有!」            | 錦龍馬（岩崎了）、ザナーク・アバロニク（小西克幸） | 「グレート魂」                                                                         | テレビアニメ『イナズマイレブン』関連曲                     |
| 11月6日  | DIABOLIK LOVERS キャラクターソングVol.6 逆巻レイジ                           | 逆巻レイジ（小西克幸） | 「とある預言者の、運命」                                                               | ドラマCD『DIABOLIC LOVERS』関連曲                          |
| 2014年   |                                                                              | |                                                                                        |                                                            |
| 3月26日  | 金色のコルダ３ AnotherSky feat.神南                                          | 如月律（小西克幸） | 「ROSY ROSA ROSY」                                                                     | ゲーム『金色のコルダ3』関連曲                              |
| 3月26日  | 金色のコルダ３ AnotherSky feat.神南                                          | 東金千秋（谷山紀章）、土岐蓬生（石川英郎）、芹沢睦（細谷佳正）、如月律（小西克幸）、榊大地（内田夕夜） | 「ROSY ROSA ROSY」                                                                     | ゲーム『金色のコルダ3』関連曲                              |
| 3月26日  | マクロス30周年記念 超時空デュエット集 娘コラ                                 | オズマ・リー（小西克幸）、キャサリン・グラス（小林沙苗） | 「突撃ラブハート（ボビー非乱入バージョン）」                                           | テレビアニメ『マクロスF』関連曲                            |
| 5月28日  | 金色のコルダ Blue♪Sky オリジナル・サウンドトラック                           | Maestro♪Fields | 「WINGS TO FLY」                                                                       | ゲーム『金色のコルダ3』関連曲                              |
| 6月25日  | アニメ「DIABOLIK LOVERS」DVD 第6巻 限定盤特典CD                              | 逆巻レイジ（小西克幸） | 「銀の薔薇-Reijilyrics-」                                                              | テレビアニメ『DIABOLIC LOVERS』関連曲                      |
| 8月20日  | 金色のコルダ Blue♪Sky focus on 星奏学院                                      | 如月響也（福山潤）、如月律（小西克幸） | 「月虹のEnsemble」                                                                     | ゲーム『金色のコルダ3』関連曲                              |
| 8月20日  | 金色のコルダ Blue♪Sky focus on 星奏学院                                      | 如月律（小西克幸） | 「RITSU Sings WINGS TO FLY」                                                           | ゲーム『金色のコルダ3』関連曲                              |
| 8月20日  | 金色のコルダ Blue♪Sky focus on 星奏学院                                      | 星奏学院オーケストラ部 | 「Andante 〜featuring 星奏学院高校」                                                   | ゲーム『金色のコルダ3』関連曲                              |
| 8月20日  | 金色のコルダ Blue♪Sky focus on 星奏学院                                      | 星奏学院オーケストラ部、至誠館高校吹奏楽部、神南高校管弦楽部、横浜天音学園室内楽部 | 「Andante 〜featuring All of Main Characters」                                         | ゲーム『金色のコルダ3』関連曲                              |
| 9月24日  | 「ヘタリア The Beautiful World」 まわる地球ベスト                            | アメリカ（小西克幸） | 「まわる地球ロンド アメリカver.」                                                      | Webアニメ『Axis powers ヘタリア』関連曲                    |
| 11月14日 | レディGO ハシャGO だいしゅーGO! たまごっち!                                  | おやじっち（小西克幸） | 「おやじの花道 」                                                                      | テレビアニメ『たまごっち!』関連曲                          |
| 12月24日 | 『ガンダムさん』エンディングテーマ「ガンダムさん音頭」                       | シャアさん（小西克幸）、アムロさん（代永翼）、ブライトさん（置鮎龍太郎）、ガルマさん（興津和幸） | 「ガンダムさん音頭」                                                                   | テレビアニメ『ガンダムさん』エンディングテーマ             |
| 2015年   |                                                                              | |                                                                                        |                                                            |
| 4月15日  | DIABOLIK LOVERS MORE CHARACTER SONG Vol.10                                   | 逆巻レイジ（小西克幸） | 「苺の罪」                                                                             | ドラマCD『DIABOLIC LOVERS』関連曲                          |
| 8月5日   | 愛のプリズン                                                                 | 監獄男子 | 「愛のプリズン」                                                                       | テレビアニメ『監獄学園』オープニングテーマ                 |
| 8月5日   | 罪深き俺たちの賛歌                                                           | 監獄男子 | 「罪深き俺たちの賛歌」                                                                 | テレビアニメ『監獄学園』エンディングテーマ                 |
| 8月19日  | DIABOLIK LOVERS Bloody Songs -SUPER BESTⅡ- 逆巻家ver                         | 逆巻アヤト（緑川光）、逆巻カナト（梶裕貴）、逆巻ライト（平川大輔）、逆巻シュウ（鳥海浩輔）、逆巻レイジ（小西克幸）、逆巻スバル（近藤隆） | 「Bloody★Mayim★Mayim」                                                                 | ドラマCD『DIABOLIC LOVERS』関連曲                          |
| 9月16日  | おいしく恋するCD Love Cuisine 〜モンスターズ･レシピ〜 Vol.4                  | ヘルマン・ヴァルコイネン（鳥海浩輔）、オズ・レオパルド（小西克幸） | 「Amazing Cuisine 〜ヘルマン&オズver.〜」                                              | ドラマCD『Love Cuisine 〜モンスターズ･レシピ〜』関連曲     |
| 9月16日  | 金色のコルダ プロジェクトff                                                  | 王崎信武（小西克幸）、不動葉介（保村真） | 「Vienne(ヴィエンヌ)〜ウィーンの森の物語〜」                                           | ゲーム『金色のコルダ』関連曲                               |
| 9月30日  | 魅惑の(アルティメット)ヴィーナス                                             | 酉水司（安元洋貴）、犬塚千尋（小野坂昌也）、十文字麻季（小西克幸） | 「魅惑の（アルティメット）ヴィーナス」 「セントルイス・ハイスクール校歌 教師Ver.」     | ゲーム『STORM LOVER』関連曲                                |
| 10月28日 | アニメ「ヘタリア The World Twinkle」キャラクターCD Vol.7                     | アメリカ（小西克幸） | 「It's Easy!!!!」                                                                      | Webアニメ『Axis powers ヘタリア』関連曲                    |
| 2016年   |                                                                              | |                                                                                        |                                                            |
| 1月20日  | DIABOLIK LOVERS VERSUS SONG Requiem（2）Bloody Night Vol.Ⅳ                   | 逆巻レイジ（小西克幸）、逆巻カナト（梶裕貴） | 「蠱惑のParade」                                                                       | ドラマCD『DIABOLIC LOVERS』関連曲                          |
| 1月20日  | DIABOLIK LOVERS VERSUS SONG Requiem（2）Bloody Night Vol.Ⅳ                   | 逆巻レイジ（小西克幸） | 「蠱惑のParade」                                                                       | ドラマCD『DIABOLIC LOVERS』関連曲                          |
| 2月24日  | DIABOLIK LOVERS LUNATIC PARADE「Fanatic of Night」                           | 逆巻アヤト（緑川光）、逆巻カナト（梶裕貴）、逆巻ライト（平川大輔）、逆巻シュウ（鳥海浩輔）、逆巻レイジ（小西克幸）、逆巻スバル（近藤隆） | 「Fanatic of Night」                                                                   | ゲーム『DIABOLIK LOVERS LUNATIC PARADE』主題歌             |
| 3月30日  | 金色のコルダ３ EverySky                                                      | 如月律（小西克幸） | 「STELLA SOL STELLA」                                                                  | ゲーム『金色のコルダ3』関連曲                              |
| 3月30日  | 金色のコルダ３ EverySky                                                      | 如月響也（福山潤]）、如月律（小西克幸）、榊大地（内田夕夜）、水嶋悠（水橋かおり）、 ニア（佐藤朱）、小日向かなで（高木礼子） | 「STELLA SOL STELLA」                                                                  | ゲーム『金色のコルダ3』関連曲                              |
| 3月30日  | 金色のコルダ４ JOYFUL                                                        | Maestro♪Fields | 「JOYFUL」                                                                             | ゲーム『金色のコルダ3』関連曲                              |
| 8月17日  | 「LIMIT BREAKERS」                                                           | BREAKERS | 「LIMIT BREAKERS」                                                                     | テレビアニメ『チア男子!!』エンディングテーマ               |
| 9月28日  | 「ヘタリア The World Twinkle」ヘタリアン☆ベスト                              | アメリカ（小西克幸） | 「アメリカン☆ジェット」                                                                | Webアニメ『Axis powers ヘタリア』関連曲                    |
| 11月16日 | 「チア男子!!」キャラクターソングミニアルバム                                 | 長谷川弦（小西克幸） | 「Break Out 〜殻なんてぶち破れ!〜」                                                    | テレビアニメ『チア男子!!』関連曲                           |
| 11月30日 | 金色のコルダ４ JOYFUL ２                                                     | 如月響也（福山潤）、如月律（小西克幸）、榊大地（内田夕夜）、水嶋悠（水橋かおり）、八木沢雪広（伊藤健太郎）、火積司郎（森田成一）、水嶋新（岸尾だいすけ）、東金千秋（谷山紀章）、土岐蓬生（石川英郎）、冥加玲士（日野聡）、天宮静（宮野真守）、七海宗介（増田ゆき）、須永巧 （武内駿輔）                                                                                        | 「JOYFUL」                                                                             | ゲーム『金色のコルダ3』関連曲                              |
| 2017年   |                                                                              | |                                                                                        |                                                            |
| 2月15日  | DIABOLIK LOVERS LOST EDEN「常夜KNOW UNDERSKIN」                              | 逆巻アヤト（緑川光）、逆巻カナト（梶裕貴）、逆巻ライト（平川大輔）、逆巻シュウ（鳥海浩輔）、逆巻レイジ（小西克幸）、逆巻スバル（近藤隆） | 「常夜KNOW UNDERSKIN」                                                                 | ゲーム『DIABOLIK LOVERS LOST EDEN』主題歌                  |
| 3月15日  | DIABOLIK LOVERS Sadistic Song Vol.5                                          | 逆巻レイジ（小西克幸） | 「Mr.ButterflyMask」                                                                   | ドラマCD『DIABOLIC LOVERS』関連曲                          |
| 4月26日  | DIABOLIK LOVERS Bloody Songs -SUPER BESTⅢ-                                   | 逆巻シュウ（鳥海浩輔）、逆巻レイジ（小西克幸） | 「絶対感度のリビドー」                                                                 | ドラマCD『DIABOLIC LOVERS』関連曲                          |
| 11月1日  | 月牙ノ刻/天華絶景                                                            | 織田信長（森川智之）、豊臣秀吉（花江夏樹）、武田信玄（小西克幸）、上杉謙信（鳥海浩輔）、真田幸村（山下大輝）、伊達政宗（梅原裕一郎） | 「月牙ノ刻」 「天華絶景」                                                              | ゲーム『戦刻ナイトブラッド』テーマソング                   |
| 11月15日 | VICTORIOUS                                                                   | 武田信玄（小西克幸） | 「VICTORIOUS」 「天華絶景」                                                            | テレビアニメ『戦刻ナイトブラッド』関連曲                   |
| 2018年   |                                                                              | |                                                                                        |                                                            |
| 5月28日  | Shaking Night!!〜禁断のクインテット〜                                        | ミモザ（置鮎龍太郎）、アレキサンダー（関智一）、オールドパル（小西克幸）、ジンフィズ（田村清准）、アラスカ（高畑空良） | 「Shaking Night!!〜禁断のクインテット〜」                                              | ゲーム『カクテル王子』主題歌                               |
| 7月4日   | キャラクターソング集Vol.1 「隠世の調」                                       | 大旦那（小西克幸） | 「願い花」                                                                             | テレビアニメ『かくりよの宿飯』エンディングテーマ           |
| 8月22日  | 紺碧のアル・フィーネ                                                         | 伊豆乃風 | 「紺碧のアル・フィーネ 〜二軒目にカラオケに入った俺たちのテンションスーパーMAXver.〜」 | テレビアニメ『ぐらんぶる』エンディングテーマ               |
| 8月22日  | 紺碧のアル・フィーネ                                                         | 伊豆乃風 | 「奇跡」                                                                               | テレビアニメ『ぐらんぶる』関連曲                           |
| 9月5日   | 金色のコルダ 15th Anniversary ヴォーカル・コンプリートBOX 2013〜2017         | 金澤紘人（石川英郎）、王崎信武（小西克幸）、吉羅暁彦（内田夕夜） | 「 NEVER END」                                                                         | ゲーム『金色のコルダ』関連曲                               |
| 9月19日  | ベストアルバム 弾奏アブソリュート                                            | 織田信長（森川智之）、豊臣秀吉（花江夏樹）、武田信玄（小西克幸）、上杉謙信（鳥海浩輔）、真田幸村（山下大輝）、伊達政宗（梅原裕一郎） | 「残光と盟約」                                                                         | テレビアニメ『戦刻ナイトブラッド』関連曲                   |
| 12月19日 | 『千銃士』絶対高貴ソングシリーズNoble Bullet 10 火縄銃＆黒船グループ         | キンベエ（小西克幸） | 「畢生の荒波をゆけ」                                                                   | ゲーム『千銃士』関連曲                                     |
| 2019年   |                                                                              | |                                                                                        |                                                            |
| 1月16日  | SSSS.GRIDMAN CHARACTER SONG.4                                                | 新世紀中学生 | 「Xenon's Justice」                                                                    | テレビアニメ『SSSS.GRIDMAN』関連曲                         |
| 1月16日  | SSSS.GRIDMAN CHARACTER SONG.4                                                | マックス（小西克幸） | 「遠い日の未来」                                                                       | テレビアニメ『SSSS.GRIDMAN』関連曲                         |
| 7月3日   | ☆3rd SHOW TIME 1☆ 星谷悠太&華桜会                                            | 華桜会 | 「我ら、綾薙学園華桜会〜Next-Generation〜」                                            | テレビアニメ『スタミュ 第3期』挿入歌                       |
| 8月21日  | ☆3rd SHOW TIME 8☆ 冬沢 亮×千秋貴史&春日野×入夏                               | 冬沢亮（斉藤壮馬）、千秋貴史（小西克幸） | 「two of us」                                                                          | テレビアニメ『スタミュ 第3期』挿入歌                       |
| 9月4日   | ☆3rd SHOW TIME 10☆ team鳳&華桜会                                             | 華桜会 | 「サウンドロスト」                                                                     | テレビアニメ『スタミュ』関連曲                             |
| 10月23日 | 闘魂！ケモナーマスク                                                         | NoB with ケモナーマスク（小西克幸） | 「闘魂！ケモナーマスク」                                                               | テレビアニメ『旗揚！けものみち』オープニングテーマ         |
| 11月20日 | KING OF FIRE                                                                 | K'（小野友樹）、マキシマ（小西克幸） | 「BLACK'」                                                                             | ゲーム『THE KING OF FIGHTERS for GIRLS』関連曲             |
| 2020年   |                                                                              | |                                                                                        |                                                            |
| 11月11日 | Tales of Dream Project -Festival Songs-                                      | Tales of Dreamers | 「Endless Journey」                                                                    | イベント『テイルズ オブ フェスティバル 2020』テーマソング  |
| 2021年   |                                                                              | |                                                                                        |                                                            |
| 8月25日  | ヘタリア World★Stars キャラクターソング&ドラマ Vol.2                         | アメリカ（小西克幸） | 「MILLION CALORIES PARTY」                                                             | Webアニメ『ヘタリア World★Stars』関連曲                    |
| 2022年   |                                                                              | |                                                                                        |                                                            |
| 11月23日 | 永久少年 Eternal Boys ステージ1                                              | 永久少年 | 「Eternal」                                                                            | テレビアニメ『永久少年 Eternal Boys』挿入歌                |
| 2023年   |                                                                              | |                                                                                        |                                                            |
| 1月25日  | 永久少年 Eternal Boys ステージ2                                              | 永久少年 | 「My Way」                                                                             | テレビアニメ『永久少年 Eternal Boys』オープニングテーマ    |
| 3月23日  | 永久少年 Eternal Boys ステージ3                                              | 永久少年 | 「Again」                                                                              | テレビアニメ『永久少年 Eternal Boys』挿入歌                |
| 6月9日   | Red line                                                                     | 永久少年 | 「Red line」                                                                           | 劇場アニメ『永久少年 Eternal Boys NEXT STAGE』主題歌       |

### その他参加作品
| 発売日        | 商品名                               | 歌                   | 楽曲 | 備考 |
| ------------- | ------------------------------------ | -------------------- | --- | ---- |
| 2007年9月19日 | 百歌声爛 -男性声優編-                | 小西克幸             | 「アパッチ野球軍」 「花の子ルンルン」 「夢操作P.M.P.1」 「疾風ザブングル」 「空からこぼれたSTORY」 「NEVER GIVE UP」 「スターダスト・ボーイズ」 「ブルー・レイン」 「キャンディ･キャンディ」 「今日もどこかでデビルマン」 |      |
| 2014年4月13日 | ディズニー 声のドリームデュエット    | 小西克幸、斎賀みつき | 「ハクナ・マタタ」 |      |
| 2014年4月16日 | せきとこにし                         | せきとこにし         | 「永遠にともに feat.Katsuyuki Konishi」 ＊コブクロ楽曲カバー 「Best Friend〜旅立ちの日に〜」 「あなたとあなた」 「LAMP」 「長沢美樹〜永遠にひとり〜」 「scardreamer」                                                     |      |
| 2014年9月18日 | せきとこにし2                        | せきとこにし         | 「おかえり、今日の僕」 「きみという場所」 「ties」 「Leader」 「Write Home」 「永遠にともに feat.Tomokazu Seki」 ＊コブクロ楽曲カバー                                                                                     |      |
| 2015年10月7日 | やすこにっ Presents 「愛のヒーロー」 | みかんとふぐ         | 「愛のヒーロー」 |      |